# 櫻坂46
櫻坂46（日语：／ Sakurazaka Fōtīshikkusu */?）是日本大型女子偶像團體，為繼乃木坂46之後成立的第2個「坂道系列」團體，成立於2015年8月21日，原暫名為「鳥居坂46」，組團時定名為「櫸坂46」（／ Keyakizaka Fōtīshikkusu），2020年10月14日起改為現名。總製作人為秋元康。目前有33名成員，隊長由松田奈擔任。此外，在2015年11月29日至2019年2月11日期間，旗下曾擁有一附屬團體「平假名櫸坂46」，後來獨立並改名為日向坂46。

## 概要

櫸坂46標誌。該時期的團體代表色為綠色，底板的紫色亦較乃木坂46標誌的紫色為淡。

乃木坂46於2015年2月22日舉行的「乃木坂46 3rd YEAR BIRTHDAY LIVE」演唱會上宣布舉辦新企劃並招募成員，後於同年6月28日確認組合名為「鳥居坂46」（日语：／ Torii-zaka Fōtīshikkusu */?），並同時進行第1期生募集徵選，為「坂道系列」第2彈。「鳥居坂」位於東京麻布，是乃木坂46舉辦「UNDER LIVE」的Zepp六本木藍色劇院距離最近的坡道，因而採用為團名。營運方表示鳥居坂46預定在「鳥居坂」展開演藝活動，並且會有類似《乃木坂在哪裡？》的專屬冠名節目。
2015年8月21日，鳥居坂46第1期生最終審查結果正式對外發表，除了成員首次公開亮相之外，營運方並同時公布將團名改為「櫸坂46」，但沒有說明改名的原因。負責「坂道系列」兩團營運的資深音樂人今野義雄，日後在接受媒體專訪時表示「鳥居坂」名稱因諸多原因無法使用，營運方在尋找替代名稱時，透過占卜發現日語漢字的字會帶來好運，在與總製作人秋元康討論後決定做為團名；而字的筆劃數為21，正好也是櫸坂46成立時的成員數。
根據營運方的說法，有別於乃木坂46的法式浪漫氣質，櫸坂46的定位為偏向英式的「摩斯族」風格，無論在團服設計、歌曲表演、MV創作等各方面都顯得較為冷酷及帥氣；出道單曲《沉默的多數》便充分展現此種設定，因而使櫸坂46在出道之初便受到日本演藝圈的注目。而《沉默的多數》在Oricon公信榜首周銷量紀錄逾26.3萬，在Billboard Japan首周銷量逾28萬，超越HKT48的《喜歡！喜歡！小跳步！》保持的女子組合出道單曲銷量紀錄，且出道第一年便獲邀參加NHK紅白歌合戰。
事實上，東京沒有以「櫸坂」為名的坡道，但在Zepp六本木藍色劇院附近的六本木新城有日語讀音相同、而以平假名拼寫的坡道。巧合的是，櫸坂46曾在2016年5月8日組成的Under組（アンダーグループ；概念源自乃木坂46），其名稱即為平假名拼寫的「平假名櫸坂46」（けやき坂46），為了與櫸坂46本團有所區別，又被稱為「平假名櫸」（ Hiragana keyaki）；在需要區別兩者的場合，櫸坂46本團另通稱為「漢字櫸」（／ Kanji keyaki）。平假名櫸坂46雖然附屬於櫸坂46，但整體的團體風格偏向傳統偶像路線，與櫸坂46本團有別。「漢字櫸」與「平假名櫸」並立的狀態，在2019年2月11日營運方將平假名櫸坂46更名獨立為「日向坂46」才結束。
2020年9月21日，營運方宣布櫸坂46将在同年10月13日「最終演唱會」結束後，改名為「櫻坂46」继续活动。根據營運方的說法，新團名是取自與六本木新城相鄰的（六本木櫻坂）；團體代表色則設定為白色。
關於團體改名的原因，營運方並沒有給出具體的理由。但新團名將取樣的名稱中以平假名拼寫的改以日語漢字同音轉寫時，採用的不是現今慣用的新字體字，而是舊字體字，且該字與字的筆劃數均為21，引發歌迷間對於新舊團名關聯性的揣測。而有意見認為，團體改名主要的原因在於櫸坂46有諸多初期成員先後離開團體，包括認知度較高的今泉佑唯、長濱禰留、平手友梨奈等。尤其是平手在退團前已經連續擔任八張單曲的中心位置（Center），在音樂界乃至於外界認知當中，平手是櫸坂46不可或缺的代表成員，因此她在2020年1月自櫸坂46退出時引起了外界許多的關注。與此同時，櫸坂46從2019年初發行第8張單曲《黑羊》後長達一年半左右沒有發行新的音樂作品，原本預定在2019年冬季發行的第9張單曲最終也因為諸多的原因未能推出，這在主流偶像團體當中屬於極為罕見的現象。以上的情況反映了櫸坂46的發展正在陷入停滯，因此團體最終選擇以改名的方式重新出發。
櫻坂46的粉絲稱為「Buddies」，語源自團體第1張單曲的同名B面曲，由成員山崎天在「W-KEYAKI FES. 2021」演唱會上命名。

## 經歷

### 櫸坂46時期

#### 2015年
2月22日，在「乃木坂46 3rd YEAR BIRTHDAY LIVE」的安可部分发表了坂道系列的新企劃与一期生招募的消息。
6月28日，1期生成員募集活動開始，最終審査與4年前成軍的乃木坂46相同定於8月21日舉行。
8月21日，舉行鳥居坂46的1期生最後審查會，共有22名成員通過，並宣布鳥居坂46將改名為櫸坂46，因此22名成員成為櫸坂46的1期生。在正式披露之前，1期生鈴木泉帆辭退，官方表示将以21名成員开始活动。
10月5日，櫸坂46首個冠名節目《櫸字，會寫嗎？》開始在東京電視台播出。
11月11日，1期生原田真由辭退，剩餘20名成員。
11月14日，櫸坂46官方成員博客開通。
11月14日及15日，在Zepp DiverCity举办鑑賞會，為全團首次的歌迷見面活動。
11月29日，在《櫸字，会写吗？》中，發表新成員長濱禰留正式加入。由於長濱並沒有參加櫸坂46的最終審查，所以暫時為「平假名櫸坂46」的成員，身分類似乃木坂46的under成員。此外，同時宣布將追加招募平假名櫸坂46的成員。
12月16日，首次於「2015 FNS歌謠祭 THE LIVE」出演音乐节目。
12月19日及20日，於東京都內數個地方舉行握手會。

#### 2016年
1月16日及17日，在Zepp DiverCity举办活动「新春! 热情好客会」。
1月30日，在「日本放送 LIVE EXPO TOKYO 2016 ALL LIVE NIPPON VOL.4」的開場中首次進行現場演出。
2月28日，在「SKY PerfecTV! MUSIC FESTIVAL音樂祭2016」中演出。
2月29日，於《櫸字、會寫嗎?》宣布出道單曲選拔成員。除了平假名櫸坂的長濱禰留以外，全員進入選拔。此外並宣布出道單曲的Center（センター；中心位置成員）由團體最年少的平手友梨奈擔任。
3月17日，初次舉行單獨演唱會「櫸坂46直播！出道COUNTDOWN LIVE」。
4月2日，初冠名廣播節目《櫸坂46 這裡是有樂町星空放送局》開始播出。
4月6日，出道單曲《沉默的多數》發行，首周銷量達26.2萬，除了登上Oricon公信榜週榜首位，同時也刷新歷代女性歌手出道單曲的最高銷量。
5月8日，於影音串流網站SHOWROOM公佈平假名櫸坂46的11名合格成員。
6月27日，於《櫸字、會寫嗎?》宣布第2張單曲選拔成員。平假名櫸坂46成員長濱禰留正式兼任櫸坂46，並入選第2張單曲選拔成員，使櫸坂46成員數回到成立之時的21人。與前一張單曲相同，全員皆為選拔成員，Center由平手友梨奈續任。
7月17日，初次主演的電視劇《誰殺了德山大五郎？》開始播出。
8月10日，第2張單曲《世界上只有愛》發行，首周銷量為32.3萬，第2度獲得Oricon公信榜週榜首位。
10月17日，於《櫸字、會寫嗎?》宣布第3張單曲選拔成員。与上张单曲相同，櫸坂46全員、以及平假名櫸坂46成員長濱禰留皆為選拔成員，Center由平手友梨奈續任；表演站位則採用7×3的矩陣。
10月22日，參與演出日本放送在橫濱體育館舉辦的《PERFECT HALLOWEEN 2016》。由於成員身著黑色連身裙及繡有金色鳥徽大盤帽的表演服，與納粹軍裝極為相似，因而引起歐洲媒體的報導與社群網站上的批評。在猶太人組織西蒙·維森塔爾中心（Simon Wiesenthal Center）提出抗議後，日本索尼音樂與櫸坂46的製作人出面致歉。
10月29日，參與演出日本電視台在東京國立代代木競技場第一體育館舉辦的《日視 HALLOWEEN LIVE 2016》第二天場次。
11月24日，獲選參加第67回NHK紅白歌合戰，為第一次紅白參賽。
11月30日，第3張單曲《兩人季節》發行，首周銷量為44.2萬，除了第3度獲得Oricon公信榜週榜首位，也成為睽違20年史上第2組在出道第一年單曲單周銷量就突破40萬的女性團體。
12月7日，獲得「Yahoo！搜尋大賞2016」偶像部門的冠軍。
12月24日，ORICON公布年度排行榜，櫸坂46为2016年度新人總銷售金額第1名（16.3億日元）。
12月24、25日，於東京有明競技場舉行初次的One-Man Live（單獨公演）。
12月28日，參與演出在幕張展覽館舉行的「COUNTDOWN JAPAN 16/17」第一日公演。
12月31日，於第67回NHK紅白歌合戰出演，演唱曲目為《沉默的多數》。

#### 2017年
1月21日，於《兩人季節》全國握手會活動中發表隊長及副隊長人選，分別由菅井友香及守屋茜擔任，兩人並在當日晚間於SHOWROOM上向歌迷報告此消息。
2月14日，營運方在網路上公布第4張單曲發行的消息，並在當月27日播出的《櫸字、會寫嗎?》公布該單曲選拔成員，櫸坂本團全員21名繼續入選，Center也繼續由平手友梨奈擔任。3月11日，營運方在官方網站上公布該單曲將取名為《不協和音》，將於4月5日發行。
3月21日至12月13日期間，分別於東京（3月21日・22日）、大阪（5月31日）、名古屋（7月6日）、北海道（9月26日）、褔岡（11月6日）與千葉（12月12日・13日）舉行「平假名櫸坂全國巡演2017」。
4月5日，第4張單曲《不協和音》發行，首周銷量為63.2萬，第4度獲得Oricon公信榜週榜首位。
4月6日，於國立代代木競技場舉行「櫸坂46出道一周年紀念LIVE」。並在這場演唱會中發表將於今夏舉行平假名櫸坂46的新成員甄選。
4月13日，成員今泉佑唯透過營運方宣布，因身體不適須靜養一段時間，即日起暫停在櫸坂46的團體活動。
5月18日，成員出演的第二部電視劇《残酷的观众们》（残酷な観客達）於日本电视台開始播出。
5月31日，平假名櫸坂46舉辦新成員招募活動。
6月16日，隊長菅井友香與副隊長守屋茜在SHOWROOM上公布第1張專輯發行的消息。
6月24日，粉絲俱樂部正式成立。
7月19日，第1張專輯《抹黑純真》正式發行。
7月22日・23日，在富士急高原樂園舉辦第一次的野外單獨演唱會《櫸共和國 2017》
8月2日至30日期間，分別於兵庫（2日・3日）、福岡（9日・10日）、愛知（16日・17日）、宮城（22日・23日）、新潟（25日）與千葉（29日・30日）等六縣市舉行「櫸坂46 全國巡演2017 抹黑純真」。
8月18日，成員今泉佑唯於個人官方部落格宣布正式回歸，繼續其在櫸坂46的團體活動。
9月，櫸坂46獲頒「MTV VMAJ 2017」的特別獎「Best Buzz Award」。
9月25日，在當日凌晨播出的《櫸字、會寫嗎?》節目中發表了第5張單曲選拔成員，同時成員長濱禰留自第5張單曲起專任櫸坂46，解除兼任平假名櫸坂46。
10月25日，第5張單曲《就算風吹》發行，首周銷量為64.3萬，第5度獲得Oricon公信榜週榜首位。
11月16日，第二度獲選參加第68回NHK紅白歌合戰。
12月6日，連續第二年獲得「Yahoo！搜尋大賞2017」偶像部門的冠軍。
12月23日，ORICON公布年度排行榜，櫸坂46于2017年度總銷售金額為38.3億日元（第9名）。
12月28日，今泉佑唯再次宣布暫停活動。
12月31日，於第68回NHK紅白歌合戰出演，演唱曲目為《不協和音》，在表演结束后返场與總主持人內村光良再次演出。但在演出時至結束後發生成員身體不適的突發狀況，平手友梨奈與鈴本美愉在台上虛脫暈倒、志田愛佳於表演結束後表示身體不適，醫療小組診斷出3人皆有過度換氣症狀，緊急處置後已無大礙。

#### 2018年
1月30日至2月1日，原定由平假名櫸坂46及櫸坂46於日本武道館分別舉辦為期一天（1月30日）及兩天（2月1及2日）的公演，但因櫸坂46成員平手友梨奈受傷不能參與演出，營運方於1月13日宣布改為三天公演均由平假名櫸坂46負責演出。
2月5日，在當日凌晨播出的《櫸字、會寫嗎?》節目中發表了第6張單曲選拔成員，Center繼續由平手友梨奈擔任。
3月7日，第6張單曲《打破玻璃！》發售，發行2天累計出貨量已突破100萬張，首周銷量83萬3346張，第6度獲得Oricon公信榜週榜首位。
4月6日至4月8日，於武藏野之森綜合體育廣場舉辦為期三天的「櫸坂46 2周年紀念LIVE」，志田愛佳、平手友梨奈、平假名櫸坂46皆不參與演出。
4月，於日本全國進行乃木坂46、櫸坂46、平假名櫸坂46的聯合徵選先行說明會「坂道聯合新制成員徵選講座」。
5月3日，志田愛佳因健康因素宣布暫停活動。原田葵因學業因素宣布暫停活動。
7月20日至22日，在富士急高原樂園舉辦野外單獨演唱會《櫸共和國 2018》。
8月7日，今泉佑唯於個人博客上宣佈將在组合第7張單曲後畢業，成為組合單曲出道後首位畢業的成員。
8月11日至9月5日期間，分別於福岡（8月11日・12日）、新潟（8月18日・19日）、神奈川（8月23日・24日）、兵庫（8月30日－9月1日）與千葉（9月4日・5日）五縣市舉行「櫸坂46 夏季全國巡迴演唱會」。
8月15日，第7張單曲《矛盾心理》發售，首周銷量81.2萬張，第7度獲得Oricon公信榜週榜首位，同時刷新自己保持的「出道以來全單曲奪冠」第2名的榜單紀錄。
11月4日，今泉佑唯於京都個別握手会上正式畢業。
11月16日，休养中的志田愛佳宣布畢業。同日起至11月25日「Zambi project」同名舞台劇《Zambi》於東京巨蛋城表演廳上演。
11月29日，營運單位於官網公布坂道聯合徵選的39位合格成員所屬團體。其中櫸坂46将有9名2期生加入。尚未編入所屬團體的18名合格者將以「坂道研究生」身分接受培訓。
12月10日，2期生9名成員於日本武道館舉辦的「見面會」公開露面。
12月20日，ORICON公布年度排行榜，櫸坂46在2018年度總銷售金額為41.0億元（第10名）。
12月31日，第3度獲邀參與「第69回NHK紅白歌合戰」的演出，演唱曲目為《打破玻璃！》。

#### 2019年
2月7日－17日，「Zambi project」舞台劇《Zambi〜Theater's end〜》於天王洲銀河劇場上演。
2月11日，平假名櫸坂46舉行緊急SHOWROOM直播，除了宣佈發行首張單曲等唱片出道消息，營運方以突擊方式宣布平假名櫸坂46更名为日向坂46，脫離櫸坂46成為獨立組合。
2月27日，發行第8張單曲《黑羊》。
4月4日－6日，於大阪節慶音樂廳舉辦「櫸坂46 3周年纪念演唱會」。
5月9日－11日，於日本武道館追加舉辦「櫸坂46 3周年纪念演唱會」。
7月5日－7日，於富士急高原樂園舉辦野外單獨演唱會「櫸共和國2019」。
7月30日，长滨祢留在幕张展览馆举办的畢業活動後正式自櫸坂46畢業。
7月31日－8月11日，「Zambi project」第5作舞台劇《Zambi THE ROOM 最後的選擇》於澀谷Hikarie上演。
8月16日－9月6日，舉辦了夏季全國巡迴演唱會，演唱會於4個會場舉行，共有10場公演。
9月，在2019年MTV日本音乐录影带大奖上，单曲《黑羊》获得最佳团体音乐录影带奖。
9月18－19日，前述演唱會的追加公演於東京巨蛋舉行。
11月21日，櫸坂46首度於東京、大阪、名古屋3處開設跨業合作的咖啡廳，販售原創料理與限定商品。
12月8日，原定於冬季發行的第9張單曲延後發行的消息公布。
12月31日，第4度獲邀參與「第70回NHK紅白歌合戰」的演出，演唱曲目為《不協和音》。

#### 2020年
1月23日，櫸坂46營運單位在官網發表平手友梨奈脱退，織田奈那、鈴本美愉二人畢業，以及佐藤詩織暫停活動的公告。
2月16日，坂道研修生的營運單位於影音服務網站SHOWROOM的「坂道研修生 配屬發表 SHOWROOM」直播中公布14位坂道研修生所屬團體。其中遠藤光莉、大園玲、大沼晶保、幸阪茉里乃、增本綺良及守屋麗奈6人加入櫸坂46，正式成為該團二期生。
5月2日，櫸坂46營運單位在官網發表公告：因受新型冠狀病毒疫情的影響，佐藤詩織的留學將暫緩。
5月29日，原定於7月份舉行的「櫸共和國2020」因受新型冠狀病毒疫情的影響宣佈不會舉辦。
7月16日，榉坂46举办首次无观众单独公演“KEYAKIZAKA46 Live Online, but with YOU!”，公演以线上直播的方式进行。公演的最後，隊長菅井友香宣布櫸坂46五年的歷史即將落幕，未來將以新的團體名稱重新出發。
8月21日，以下载限定的形式發行櫸坂46停止活動前的最後單曲《誰來鳴響那鐘聲？》。
原定于4月3日上映的櫸坂46的纪录片《我们的谎言与真实 Documentary of 榉坂46》因受2019冠状病毒病疫情的影响，而延期至9月4日上映。
9月20日晚間9點，新團名「櫻坂46」的宣傳廣告影片於東京澀谷全向交叉路口旁的電子螢幕首播。該影片4小時後於冠名節目《櫸字，會寫嗎？》的廣告時段播出。
9月21日上午6點，新團名相關訊息於官方網站公布。
10月7日，精選輯《比永遠更長的一瞬間〜那時確實存在過的我們〜》发行。
10月12日－13日，於國立代代木競技場第一體育館举办「櫸坂46最終演唱會」，象徵團體以「櫸坂46」為名的時代正式告終。

### 櫻坂46時期

#### 2020年
10月14日，正式更名為「櫻坂46」。同日，營運單位在官方網站發布消息，櫻坂46的第1張單曲將於同年12月9日發行。
10月19日（18日深夜）起，更名後首個冠名節目《轉角就是櫻坂？》在東京電視台播出，為《櫸字，會寫嗎？》的後繼節目。
12月8日，「櫻坂46 出道倒數計時演唱會！！」於東京國際論壇A廳舉行。因受新型冠狀病毒疫情影響，演唱會以無觀眾形式演出，並在日本全國超過100間電影院進行直播（LIVE VIEWING）。
12月9日，發行第1張單曲《Nobody's fault》。
12月31日，以「櫻坂46」的名義首次登上第71回NHK紅白歌合戰，若加上「櫸坂46」時期，此次為第五度登場。演唱曲目為《Nobody's fault》。

#### 2021年
1月4日，基於團體於單曲《Nobody's fault》發行後重新開始活動，營運單位宣布2021年起實施新體制。菅井友香、松田里奈分任櫻坂46隊長及副隊長。
1月8日，營運單位在官網發表松平璃子將會在單曲《Nobody's fault》活動完結後畢業。
2月25日，櫻坂46全體成員擔任手機RPG遊戲「魔靈召喚」形象大使。隔日由小池美波、菅井友香、田村保乃、藤吉夏鈴、山崎天等5位成員出席任命記者會。
4月14日，發行第2張單曲《BAN》。
5月29日，與日向坂46於各自的官方網站上，同步公布兩團將在7月9日至11日於富士急樂園的Conifer Forest溜冰場舉辦聯合公演活動「W-KEYAKI FES. 2021」。櫻坂46在7月9日、10日的場次演出。
10月13日，發行第3張單曲《流彈》。
12月31日，改名後第2度獲邀於《第72回NHK紅白歌合戰》登台演出，演唱曲目為《流彈》。

#### 2022年
4月6日，發行第4張單曲《五月雨啊》。
8月3日，發行第一張專輯《As you know?》。
11月9日，初代隊長菅井友香畢業，由二期生松田里奈接任第二任隊長。

#### 2023年
1月5日，公布11名3期生加入團體，並於官方特設網站及Youtube頻道每日公布一名成員資料。
2月15日，發行第5張單曲《櫻月》。
6月28日，發行第6張單曲《Start over!》。
7月28日至10月29日，於六本木博物館舉辦「櫻坂46展『新shi界』」（櫻坂46展「新せ界」）。
10月10日，坂道系列3團（乃木坂、櫻坂、日向坂）同時發表聯合企劃「新參者 in TOKYU KABUKICHO TOWER」，將由3團的新期生（乃木坂5期、櫻坂3期、日向坂4期）共同參與。
10月18日，發行第7張單曲《承認欲求》。
12月14日，參加Asia Artist Award 2023，粉投票數257萬2,760票的成績拿下「AAA女子歌手人氣獎」、「Best Musician獎」。
12月31日，改名後第3度獲邀於《第74回NHK紅白歌合戰》登台演出，時隔一年重返紅白，演唱曲目為《Start over!》。

#### 2024年
2月21日，發行第8張單曲《想回到幾歲的時候？》。
6月15日及16日，在東京巨蛋舉辦演唱會，動員11萬人。
6月26日，發行第9張單曲《自業自得》。
10月23日，發行第10張單曲《I want tomorrow to come》。

#### 2025年
2月19日，發行第11張單曲《UDAGAWA GENERATION》。
4月30日，發行第二張專輯《Addiction》。
6月25日，發行第12張單曲《Make or Break》。

## 成員

### 現成員
| 姓名          | 讀音 | 出生日期       | 出身地   | 加入期别 | 備註                                    |
| ------------- | ---- | -------------- | -------- | -------- | --------------------------------------- |
| 井上梨名      |      | 2001年1月29日  | 兵庫縣   | 2期      |                                         |
| 遠藤光莉      |      | 1999年4月17日  | 神奈川縣 | 2期      | 原坂道研修生                            |
| 大園玲        |      | 2000年4月18日  | 鹿兒島縣 | 2期      | 原坂道研修生                            |
| 大沼晶保      |      | 1999年10月12日 | 靜岡縣   | 2期      | 原坂道研修生                            |
| 幸阪茉里乃    |      | 2002年12月19日 | 三重縣   | 2期      | 原坂道研修生                            |
| 武元唯衣      |      | 2002年3月23日  | 滋賀縣   | 2期      |                                         |
| 田村保乃      |      | 1998年10月21日 | 大阪府   | 2期      | 櫻坂46最年長 時尚雜誌《VOCE》常規模特兒 |
| 藤吉夏鈴      |      | 2001年8月29日  | 大阪府   | 2期      |                                         |
| 增本綺良 （増本綺良） |      | 2002年1月12日  | 兵庫縣   | 2期      | 原坂道研修生                            |
| 松田奈        |      | 1999年10月13日 | 宮崎縣   | 2期      | 櫻坂46隊長                              |
| 森田輝 （森田ひかる）   |      | 2001年7月10日  | 福岡縣   | 2期      |                                         |
| 守屋麗奈      |      | 2000年1月2日   | 東京都   | 2期      | 原坂道研修生                            |
| 山崎天 （山﨑天）   |      | 2005年9月28日  | 大阪府   | 2期      | 時尚雜誌《ViVi》專屬模特兒              |
| 石森璃花      |      | 2002年1月13日  | 群馬縣   | 3期      |                                         |
| 遠藤理子      |      | 2006年1月9日   | 埼玉縣   | 3期      |                                         |
| 小田倉麗奈    |      | 2004年7月25日  | 東京都   | 3期      |                                         |
| 小島凪紗      |      | 2005年7月7日   | 長野縣   | 3期      |                                         |
| 谷口愛季      |      | 2005年4月12日  | 山口縣   | 3期      |                                         |
| 中嶋優月      |      | 2003年2月17日  | 福岡縣   | 3期      |                                         |
| 的野美青      |      | 2006年11月8日  | 福岡縣   | 3期      |                                         |
| 向井純葉      |      | 2006年5月9日   | 廣島縣   | 3期      |                                         |
| 村井優        |      | 2004年8月18日  | 東京都   | 3期      |                                         |
| 村山美羽      |      | 2005年2月15日  | 東京都   | 3期      |                                         |
| 山下瞳月      |      | 2005年1月22日  | 京都府   | 3期      |                                         |

#### 4期生
| 姓名            | 讀音 | 出生日期       | 出身地 | 加入期别 | 備註         |
| --------------- | ---- | -------------- | ------ | -------- | ------------ |
| 淺井戀乃未 （浅井恋乃未） |      | 2004年12月22日 | 埼玉縣 | 4期      |              |
| 稻熊日奈 （稲熊ひな）   |      | 2006年3月9日   | 愛知縣 | 4期      |              |
| 勝又春          |      | 2004年1月24日  | 京都府 | 4期      |              |
| 佐藤爱樱 （）   |      | 2006年12月1日  | 佐賀縣 | 4期      |              |
| 中川智尋        |      | 2007年9月16日  | 長崎縣 | 4期      |              |
| 松本和子        |      | 2005年2月6日   | 千葉縣 | 4期      |              |
| 目黑陽色 （目黒陽色）   |      | 2006年1月24日  | 埼玉縣 | 4期      |              |
| 山川宇衣        |      | 2005年9月19日  | 宮城縣 | 4期      |              |
| 山田桃實 （山田桃実）   |      | 2008年7月20日  | 岡山縣 | 4期      | 櫻坂46最年少 |

### 前成員
| 姓名            | 讀音       | 出生日期       | 出身地     | 加入期别   | 退出时间       | 備註                                                                    |
| 榉坂46时期      | 榉坂46时期 | 榉坂46时期     | 榉坂46时期 | 榉坂46时期 | 榉坂46时期     | 榉坂46时期                                                              |
| --------------- | ---------- | -------------- | ---------- | ---------- | -------------- | ----------------------------------------------------------------------- |
| 鈴木泉帆        |            | （合格时14歲） | 愛知縣     | 1期        | 正式活動前請辭 |                                                                         |
| 原田真由 （原田まゆ）   |            | 1998年5月2日   | 東京都     | 1期        | 2015年11月11日 | 請辭                                                                    |
| 今泉佑唯        |            | 1998年9月30日  | 神奈川縣   | 1期        | 2018年11月4日  | 畢業 曾為時尚雜誌《ar》常規模特兒                                       |
| 志田愛佳        |            | 1998年11月23日 | 新潟縣     | 1期        | 2018年11月16日 | 畢業                                                                    |
| 米谷奈奈未 （米谷奈々未） |            | 2000年2月24日  | 大阪府     | 1期        | 2018年12月22日 | 畢業                                                                    |
| 長濱禰留 （長濱ねる）   |            | 1998年9月4日   | 長崎縣     | 特例       | 2019年7月30日  | 曾為平假名櫸坂46（現日向坂46）成員 畢業 目前所屬經紀公司為Seed & Flower |
| 織田奈那        |            | 1998年6月4日   | 靜岡縣     | 1期        | 2020年1月23日  | 畢業 目前所屬經紀公司為GROVE株式會社『Seju』                            |
| 鈴本美愉        |            | 1997年12月5日  | 愛知縣     | 1期        | 2020年1月23日  | 畢業                                                                    |
| 平手友梨奈      |            | 2001年6月25日  | 愛知縣     | 1期        | 2020年1月23日  | 退出 目前所屬經紀公司為Cloud Nine                                       |
| 長澤菜菜香 （長沢菜々香） |            | 1997年4月23日  | 山形縣     | 1期        | 2020年3月31日  | 毕业                                                                    |
| 石森虹花        |            | 1997年5月7日   | 宮城縣     | 1期        | 2020年9月30日  | 畢業 目前所屬經紀公司為A-Light                                          |
| 佐藤詩織        |            | 1996年11月16日 | 東京都     | 1期        | 2020年10月13日 | 畢業                                                                    |
| 櫻坂46时期      |            |                |            |            |                |                                                                         |
| 松平璃子        |            | 1998年5月5日   | 東京都     | 2期        | 2021年3月14日  | 畢業 目前所屬經紀公司為Peach                                            |
| 守屋茜          |            | 1997年11月12日 | 宮城縣     | 1期        | 2021年12月19日 | 畢業 前櫸坂46副隊長 目前所屬經紀公司為TEN CARAT                         |
| 渡邊梨加 （渡辺梨加）   |            | 1995年5月16日  | 茨城縣     | 1期        | 2021年12月19日 | 畢業 時尚雜誌《LARME》常規模特兒 曾為時尚雜誌《Ray》專屬模特兒          |
| 渡邊理佐 （渡邉理佐）   |            | 1998年7月27日  | 茨城縣     | 1期        | 2022年5月22日  | 畢業 曾為時尚雜誌《non-no》專屬模特兒                                   |
| 原田葵          |            | 2000年5月7日   | 東京都     | 1期        | 2022年6月11日  | 畢業 現為富士電視台所屬播報員                                           |
| 尾關梨香 （尾関梨香）   |            | 1997年10月7日  | 神奈川縣   | 1期        | 2022年9月11日  | 畢業                                                                    |
| 菅井友香        |            | 1995年11月29日 | 東京都     | 1期        | 2022年11月9日  | 畢業 前櫻坂46隊長 前櫸坂46隊長 目前所屬經紀公司為TopCoat                |
| 關有美子 （）   |            | 1998年6月29日  | 福岡縣     | 2期        | 2023年4月30日  | 畢業                                                                    |
| 土生瑞穗 （土生瑞穂）   |            | 1997年7月7日   | 東京都     | 1期        | 2023年11月25日 | 畢業 時尚雜誌《JJ》專屬模特兒 時尚雜誌《CLASSY.》常規模特兒             |
| 小林由依        |            | 1999年10月23日 | 埼玉縣     | 1期        | 2024年2月1日   | 畢業 時尚雜誌《with》專屬模特兒                                         |
| 齋藤冬優花      |            | 1998年2月15日  | 東京都     | 1期        | 2025年1月13日  | 畢業 目前所屬經紀公司為INFINITY                                         |
| 上村莉菜        |            | 1997年1月4日   | 千葉縣     | 1期        | 2025年2月16日  | 畢業                                                                    |
| 小池美波        |            | 1998年11月14日 | 兵庫縣     | 1期        | 2025年5月30日  | 畢業                                                                    |

### 成員人數變遷
| 日期           | 詳情                                  | 增減   | 合计        |
| 櫸坂46         | 櫸坂46                                | 櫸坂46 | 櫸坂46      |
| -------------- | ------------------------------------- | ------ | ----------- |
| 2015年8月21日  | 選出1期生合格者22名                   | +22    | 22          |
| 活動開始前     | 鈴木泉帆請辭                          | -1     | 21          |
| 2015年11月11日 | 原田真由請辭                          | -1     | 20          |
| 2016年6月27日  | 長濱禰留兼任櫸坂46                    | +1     | 21（兼任1） |
| 2017年9月25日  | 長濱禰留專任櫸坂46                    |        | 21          |
| 2018年11月4日  | 今泉佑唯畢業                          | -1     | 20          |
| 2018年11月16日 | 志田愛佳畢業                          | -1     | 19          |
| 2018年12月10日 | 2期生9人公開亮相                      | +9     | 28          |
| 2018年12月22日 | 米谷奈奈未畢業                        | -1     | 27          |
| 2019年7月30日  | 長濱禰留畢業                          | -1     | 26          |
| 2020年1月23日  | 織田奈那、鈴本美愉畢業 平手友梨奈退出 | -3     | 23          |
| 2020年3月2日   | 坂道研修生（2期生追加成員）6人加入    | +6     | 29          |
| 2020年3月31日  | 長澤菜菜香畢業                        | -1     | 28          |
| 2020年9月30日  | 石森虹花畢業                          | -1     | 27          |
| 2020年10月13日 | 佐藤詩織畢業                          | -1     | 26          |
| 櫻坂46         |                                       |        |             |
| 2020年10月14日 | 更名為櫻坂46                          |        | 26          |
| 2021年3月14日  | 松平璃子畢業                          | -1     | 25          |
| 2021年12月19日 | 守屋茜、渡邊梨加畢業                  | -2     | 23          |
| 2022年5月22日  | 渡邊理佐畢業                          | -1     | 22          |
| 2022年6月11日  | 原田葵畢業                            | -1     | 21          |
| 2022年9月11日  | 尾關梨香畢業                          | -1     | 20          |
| 2022年11月9日  | 菅井友香畢業                          | -1     | 19          |
| 2023年1月5日   | 3期生11人公開亮相                     | +11    | 30          |
| 2023年4月30日  | 關有美子畢業                          | -1     | 29          |
| 2023年11月25日 | 土生瑞穗畢業                          | -1     | 28          |
| 2024年2月1日   | 小林由依畢業                          | -1     | 27          |
| 2025年1月13日  | 齋藤冬優花畢業                        | -1     | 26          |
| 2025年2月16日  | 上村莉菜畢業                          | -1     | 25          |
| 2025年4月15日  | 4期生9人公開亮相                      | +9     | 34          |
| 2025年5月30日  | 小池美波畢業                          | -1     | 33          |

### 單曲成員陣位
櫸坂46时期發行的所有單曲（此指標題曲）均由全部漢字櫸的成員參與演唱，並和起初作為Under團定位的平假名櫸（即現在的日向坂46）作出區分。櫸坂46時期的單曲並沒有像乃木坂46與AKB48實施「選拔成員制」，但仍有類似方式決定各成員的表演站位。第9張單曲原定將首次採用「選拔成員制」，但原定的部分选拔成员在单曲发行前离开了团体或者暂停了团体活动。前八张單曲的Center（中心成員）均由平手友梨奈擔任，最後一張數位單曲則不設置中心成員。
至於櫻坂46時期时期發行的單曲，雖然運營初期並無明確強調，但仍有別於櫸坂46時期採全員選拔，而是從全部成員中選出部分成員成為標題曲的演唱成員，因此仍可被視為採用「選拔成員制」。與此同時，運營在此基礎上設立了「櫻8」（櫻エイト）制度，以此稱呼單曲標題曲參與成員中站在前兩排的8名成員，概念和乃木坂46的「福神」相類似。而不是站在前兩排的其餘成員則統稱為「BACKS」成員，她們會分別作為標題曲或是C/W曲的第三排成員參與活動。這樣的制度一直持續到第5張單曲為止後，於第6張單曲廢除。而在第7張單曲開始，櫻坂46正式採用「選拔成員制」，三期生成員與一期、二期生合流，並將進入單曲選拔的成員和沒有參與A面曲的「BACKS」成員作出區分，此概念和乃木坂46的「選拔/Under」機制相類似。
- ★：演出陣型中心（Center）
- ☆：第一列成員
- ○：第二列成員
- ◎：第三列成員
- ×：選拔站位未公布

| 櫸坂46               | 櫸坂46               | 櫸坂46               | 櫸坂46               | 櫸坂46               | 櫸坂46               | 櫸坂46               | 櫸坂46               | 櫸坂46               | 櫸坂46               | 櫸坂46               |      |
| 團體改名時在籍之成員 | 團體改名時在籍之成員 | 團體改名時在籍之成員 | 團體改名時在籍之成員 | 團體改名時在籍之成員 | 團體改名時在籍之成員 | 團體改名時在籍之成員 | 團體改名時在籍之成員 | 團體改名時在籍之成員 | 團體改名時在籍之成員 | 團體改名時在籍之成員 |      |
| 姓名                 | 期别                 | 1st                  | 2nd                  | 3rd                  | 4th                  | 5th                  | 6th                  | 7th                  | 8th                  | 最後                 |      |
| -------------------- | -------------------- | -------------------- | -------------------- | -------------------- | -------------------- | -------------------- | -------------------- | -------------------- | -------------------- | -------------------- | ---- |
| 上村莉菜             | 1期                  | ◎                    | ◎                    | ◎                    | ☆                    | ◎                    | ○                    | ○                    | ◎                    | ×                    |      |
| 尾關梨香             | 1期                  | ○                    | ◎                    | ◎                    | ◎                    | ☆                    | ○                    | ◎                    | ◎                    | ×                    |      |
| 小池美波             | 1期                  | ◎                    | ◎                    | ☆                    | ◎                    | ○                    | ☆                    | ○                    | ☆                    | ×                    |      |
| 小林由依             | 1期                  | ☆                    | ○                    | ○                    | ○                    | ☆                    | ☆                    | ☆                    | ☆                    | ×                    |      |
| 齋藤冬優花           | 1期                  | ◎                    | ◎                    | ☆                    | ◎                    | ◎                    | ◎                    | ◎                    | ◎                    | ×                    |      |
| 菅井友香             | 1期                  | ○                    | ○                    | ○                    | ☆                    | ☆                    | ○                    | ○                    | ○                    | ×                    |      |
| 土生瑞穗             | 1期                  | ○                    | ○                    | ◎                    | ◎                    | ☆                    | ☆                    | ☆                    | ○                    | ×                    |      |
| 原田葵               | 1期                  | ◎                    | ◎                    | ☆                    | ◎                    | ○                    | ◎                    | 暫停活動             | 暫停活動             | ×                    |      |
| 守屋茜               | 1期                  | ○                    | ○                    | ☆                    | ○                    | ○                    | ○                    | ◎                    | ○                    | ×                    |      |
| 渡邊梨加             | 1期                  | ☆                    | ☆                    | ○                    | ○                    | ○                    | ○                    | ◎                    | ◎                    | ×                    |      |
| 渡邊理佐             | 1期                  | ○                    | ☆                    | ○                    | ○                    | ○                    | ☆                    | ☆                    | ○                    | ×                    |      |
| 井上梨名             | 2期                  | 未加入               | 未加入               | 未加入               | 未加入               | 未加入               | 未加入               | 未加入               | 未加入               | ×                    |      |
| 關有美子             | 2期                  | 未加入               | 未加入               | 未加入               | 未加入               | 未加入               | 未加入               | 未加入               | 未加入               | ×                    |      |
| 武元唯衣             | 2期                  | 未加入               | 未加入               | 未加入               | 未加入               | 未加入               | 未加入               | 未加入               | 未加入               | ×                    |      |
| 田村保乃             | 2期                  | 未加入               | 未加入               | 未加入               | 未加入               | 未加入               | 未加入               | 未加入               | 未加入               | ×                    |      |
| 藤吉夏鈴             | 2期                  | 未加入               | 未加入               | 未加入               | 未加入               | 未加入               | 未加入               | 未加入               | 未加入               | ×                    |      |
| 松田里奈             | 2期                  | 未加入               | 未加入               | 未加入               | 未加入               | 未加入               | 未加入               | 未加入               | 未加入               | ×                    |      |
| 松平璃子             | 2期                  | 未加入               | 未加入               | 未加入               | 未加入               | 未加入               | 未加入               | 未加入               | 未加入               | ×                    |      |
| 森田輝               | 2期                  | 未加入               | 未加入               | 未加入               | 未加入               | 未加入               | 未加入               | 未加入               | 未加入               | ×                    |      |
| 山崎天               | 2期                  | 未加入               | 未加入               | 未加入               | 未加入               | 未加入               | 未加入               | 未加入               | 未加入               | ×                    |      |
| 遠藤光莉             | 2期                  | 未加入               | 未加入               | 未加入               | 未加入               | 未加入               | 未加入               | 未加入               | 未加入               | ×                    |      |
| 大園玲               | 2期                  | 未加入               | 未加入               | 未加入               | 未加入               | 未加入               | 未加入               | 未加入               | 未加入               | ×                    |      |
| 大沼晶保             | 2期                  | 未加入               | 未加入               | 未加入               | 未加入               | 未加入               | 未加入               | 未加入               | 未加入               | ×                    |      |
| 幸阪茉里乃           | 2期                  | 未加入               | 未加入               | 未加入               | 未加入               | 未加入               | 未加入               | 未加入               | 未加入               | ×                    |      |
| 增本綺良             | 2期                  | 未加入               | 未加入               | 未加入               | 未加入               | 未加入               | 未加入               | 未加入               | 未加入               | ×                    |      |
| 守屋麗奈             | 2期                  | 未加入               | 未加入               | 未加入               | 未加入               | 未加入               | 未加入               | 未加入               | 未加入               | ×                    |      |
| 前成員               |                      |                      |                      |                      |                      |                      |                      |                      |                      |                      |      |
| 今泉佑唯             | 1期                  | ☆                    | ☆                    | ○                    | ○                    | ◎                    | ☆                    | 畢業預定 不參與製作  | 畢業                 | 畢業                 | 畢業 |
| 志田愛佳             | 1期                  | ○                    | ☆                    | ○                    | ○                    | ○                    | ○                    | 暫停活動             | 畢業                 | 畢業                 | 畢業 |
| 米谷奈奈未           | 1期                  | ◎                    | ◎                    | ◎                    | ☆                    | ◎                    | ◎                    | ◎                    | 毕业                 | 毕业                 | 毕业 |
| 長濱禰留             | 特例                 | 未兼任               | ○                    | ○                    | ☆                    | ○                    | ○                    | ○                    | ◎                    | 毕业                 |      |
| 織田奈那             | 1期                  | ◎                    | ◎                    | ◎                    | ☆                    | ◎                    | ◎                    | ◎                    | ○                    | 毕业                 |      |
| 鈴本美愉             | 1期                  | ☆                    | ○                    | ☆                    | ○                    | ☆                    | ☆                    | ☆                    | ◎                    | 毕业                 |      |
| 平手友梨奈           | 1期                  | ★                    | ★                    | ★                    | ★                    | ★                    | ★                    | ★                    | ★                    | 退出                 |      |
| 長澤菜菜香           | 1期                  | ◎                    | ◎                    | ◎                    | ☆                    | ◎                    | ◎                    | ○                    | ◎                    | 毕业                 |      |
| 石森虹花             | 1期                  | ◎                    | ◎                    | ◎                    | ◎                    | ☆                    | ◎                    | ◎                    | ☆                    | ×                    |      |
| 佐藤詩織             | 1期                  | ◎                    | ◎                    | ☆                    | ◎                    | ◎                    | ◎                    | ◎                    | ☆                    | ×                    |      |

| 櫻坂46     | 櫻坂46 | 櫻坂46 | 櫻坂46 | 櫻坂46 | 櫻坂46     | 櫻坂46 | 櫻坂46   | 櫻坂46   | 櫻坂46   | 櫻坂46 | 櫻坂46 | 櫻坂46 | 櫻坂46 |
| 姓名       | 期别   | 1st    | 2nd    | 3rd    | 4th        | 5th    | 6th      | 7th      | 8th      | 9th    | 10th   | 11th   | 12th   |
| ---------- | ------ | ------ | ------ | ------ | ---------- | ------ | -------- | -------- | -------- | ------ | ------ | ------ | ------ |
| 井上梨名   | 2期    |        | ◎      |        | ◎          | ◎      | ◎        |          | ◎        | ◎      |        |        |        |
| 遠藤光莉   | 2期    |        |        |        |            |        | 暫停活動 | 暫停活動 |          |        |        |        |        |
| 大園玲     | 2期    | ◎      | ◎      | ◎      | ◎          | ○      | ◎        | ○        | ◎        | ○      | ◎      | ◎      | ◎      |
| 大沼晶保   | 2期    |        |        |        |            |        | ◎        |          |          |        |        |        |        |
| 幸阪茉里乃 | 2期    |        |        |        |            |        | ◎        |          |          |        |        |        |        |
| 武元唯衣   | 2期    | ◎      |        | ◎      | ◎          | ◎      | ◎        | ◎        |          |        | ◎      |        |        |
| 田村保乃   | 2期    | ○      | ○      | ★      | ☆          | ○      | ☆        | ○        | ○        | ☆      | ○      | ○      | ☆      |
| 藤吉夏鈴   | 2期    | ○      | ○      | ◎      | ○          | ○      | ★        | ○        | ☆        | ○      | ○      | ☆      | ○      |
| 增本綺良   | 2期    |        |        |        |            | ◎      | ○        | ◎        | ◎        |        |        |        |        |
| 松田里奈   | 2期    | ◎      | ◎      | ◎      | ◎          | ◎      | ○        | ◎        | ◎        | ◎      | ◎      | ◎      | ◎      |
| 森田輝     | 2期    | ★      | ★      | ☆      | ☆          | ○      | ☆        | ★        | ☆        | ○      | ☆      | ★      | ○      |
| 守屋麗奈   | 2期    |        | ◎      | ◎      | ○          | ★      | ☆        | ○        | ○        | ☆      | ○      | ○      | ○      |
| 山崎天     | 2期    | ○      | ○      | ☆      | ★          | ○      | ☆        | ○        | ★        | ○      | ○      | ☆      | ☆      |
| 石森璃花   | 3期    | 未加入 | 未加入 | 未加入 | 未加入     |        |          |          |          |        |        | ◎      |        |
| 遠藤理子   | 3期    | 未加入 | 未加入 | 未加入 | 未加入     |        |          |          |          |        |        |        |        |
| 小田倉麗奈 | 3期    | 未加入 | 未加入 | 未加入 | 未加入     |        |          |          |          |        |        |        |        |
| 小島凪紗   | 3期    | 未加入 | 未加入 | 未加入 | 未加入     |        |          |          |          |        |        |        |        |
| 谷口愛季   | 3期    | 未加入 | 未加入 | 未加入 | 未加入     |        |          | ☆        | ○        | ◎      | ○      | ○      | ◎      |
| 中嶋優月   | 3期    | 未加入 | 未加入 | 未加入 | 未加入     |        |          | ◎        | ◎        | ◎      | ◎      |        | ◎      |
| 的野美青   | 3期    | 未加入 | 未加入 | 未加入 | 未加入     |        |          |          | ◎        | ○      | ☆      | ○      | ★      |
| 向井純葉   | 3期    | 未加入 | 未加入 | 未加入 | 未加入     |        |          |          |          |        | ◎      | ◎      | ◎      |
| 村井優     | 3期    | 未加入 | 未加入 | 未加入 | 未加入     |        |          | ◎        | ○        | ◎      |        | ◎      | ○      |
| 村山美羽   | 3期    | 未加入 | 未加入 | 未加入 | 未加入     |        |          |          |          | ◎      | ◎      | ◎      | ◎      |
| 山下瞳月   | 3期    | 未加入 | 未加入 | 未加入 | 未加入     |        |          | ☆        | ○        | ★      | ★      | ○      | ○      |
| 淺井戀乃未 | 4期    | 未加入 | 未加入 | 未加入 | 未加入     | 未加入 | 未加入   | 未加入   | 未加入   | 未加入 | 未加入 | 未加入 |        |
| 稻熊日奈   | 4期    | 未加入 | 未加入 | 未加入 | 未加入     | 未加入 | 未加入   | 未加入   | 未加入   | 未加入 | 未加入 | 未加入 |        |
| 勝又春     | 4期    | 未加入 | 未加入 | 未加入 | 未加入     | 未加入 | 未加入   | 未加入   | 未加入   | 未加入 | 未加入 | 未加入 |        |
| 佐藤愛櫻   | 4期    | 未加入 | 未加入 | 未加入 | 未加入     | 未加入 | 未加入   | 未加入   | 未加入   | 未加入 | 未加入 | 未加入 |        |
| 中川智尋   | 4期    | 未加入 | 未加入 | 未加入 | 未加入     | 未加入 | 未加入   | 未加入   | 未加入   | 未加入 | 未加入 | 未加入 |        |
| 松本和子   | 4期    | 未加入 | 未加入 | 未加入 | 未加入     | 未加入 | 未加入   | 未加入   | 未加入   | 未加入 | 未加入 | 未加入 |        |
| 目黑陽色   | 4期    | 未加入 | 未加入 | 未加入 | 未加入     | 未加入 | 未加入   | 未加入   | 未加入   | 未加入 | 未加入 | 未加入 |        |
| 山川宇衣   | 4期    | 未加入 | 未加入 | 未加入 | 未加入     | 未加入 | 未加入   | 未加入   | 未加入   | 未加入 | 未加入 | 未加入 |        |
| 山田桃實   | 4期    | 未加入 | 未加入 | 未加入 | 未加入     | 未加入 | 未加入   | 未加入   | 未加入   | 未加入 | 未加入 | 未加入 |        |
| 前成員     |        |        |        |        |            |        |          |          |          |        |        |        |        |
| 松平璃子   | 2期    |        | 畢業   | 畢業   | 畢業       | 畢業   | 畢業     | 畢業     | 畢業     | 畢業   | 畢業   | 畢業   | 畢業   |
| 守屋茜     | 1期    | ◎      |        |        | 畢業       | 畢業   | 畢業     | 畢業     | 畢業     | 畢業   | 畢業   | 畢業   | 畢業   |
| 渡邊梨加   | 1期    |        | ◎      | ○      | 畢業       | 畢業   | 畢業     | 畢業     | 畢業     | 畢業   | 畢業   | 畢業   | 畢業   |
| 渡邊理佐   | 1期    | ☆      | ☆      | ○      | ○          | 畢業   | 畢業     | 畢業     | 畢業     | 畢業   | 畢業   | 畢業   | 畢業   |
| 原田葵     | 1期    |        |        |        |            | 畢業   | 畢業     | 畢業     | 畢業     | 畢業   | 畢業   | 畢業   | 畢業   |
| 尾關梨香   | 1期    | ◎      |        |        |            | 畢業   | 畢業     | 畢業     | 畢業     | 畢業   | 畢業   | 畢業   | 畢業   |
| 菅井友香   | 1期    | ○      | ○      | ○      | 不參與製作 | 畢業   | 畢業     | 畢業     | 畢業     | 畢業   | 畢業   | 畢業   | 畢業   |
| 關有美子   | 2期    |        |        |        | ◎          |        | 畢業     | 畢業     | 畢業     | 畢業   | 畢業   | 畢業   | 畢業   |
| 土生瑞穗   | 1期    | ◎      | ◎      | ○      | ◎          | ◎      | ○        | ◎        | 畢業     | 畢業   | 畢業   | 畢業   | 畢業   |
| 小林由依   | 1期    | ☆      | ☆      | ○      | ○          | ☆      | ○        | ○        | 畢業     | 畢業   | 畢業   | 畢業   | 畢業   |
| 齋藤冬優花 | 1期    |        |        |        |            |        | ◎        |          |          |        |        | 畢業   | 畢業   |
| 上村莉菜   | 1期    |        |        |        | ◎          |        | ◎        |          |          |        |        | 畢業   | 畢業   |
| 小池美波   | 1期    | ○      | ○      | ◎      | ○          | ☆      | ○        | ◎        | 暫停活動 |        |        |        | 畢業   |

### 成員甄選

#### 鳥居坂一期成員甄選
- 報名資格：至2015年7月10日止年滿12至20歲的女性。報名截止日期為2015年7月10日。
- 報名人數：22509人。
- 第一次審查：書面篩選
- 第二次審查：面試（2015年7月24日－8月2日，地點：福岡市、大阪市、名古屋市、札幌市、仙台市及東京都）。
- 第三次審查：歌舞水平（2015年8月21日，地點：福岡市、大阪市、名古屋市、札幌市、仙台市及東京都）。
- 最終審査：最終審査會於2015年8月21日舉行，合格者有22人。合格率為0.1%。
- 最終合格者成為櫸坂46的成員開始進行活動。

最終合格者（共22人；粗體字者為在籍成員）
石森虹花、今泉佑唯、上村莉菜、尾關梨香、織田奈那、小池美波、小林由依、齋藤冬優花、佐藤詩織、志田愛佳、菅井友香、鈴木泉帆（活動開始前辭退）、鈴本美愉、長澤菜菜香、土生瑞穗、原田葵、原田真由、平手友梨奈、守屋茜、米谷奈奈未、渡邊梨加、渡邊理佐

#### 坂道合同新規成員甄選會
- 共10人加入櫸坂46。其中9人作為2期生加入漢字櫸坂46，並於同年12月10日在日本武道館的見面會上公開亮相。

最終合格並獲入團者（共9人；粗體字者為在籍成員）
井上梨名、關有美子、武元唯衣、田村保乃、藤吉夏鈴、松田里奈、松平璃子、森田輝、山崎天

#### 坂道研修生
- 在坂道合同成員甄選會後未被即時分配至各坂道組合的合格者以「坂道研修生」身份繼續接受培訓。於2020年2月16日進行的SHOWROOM直播中，隊長菅井友香宣佈有6位坂道研修生以新二期生身份加入櫸坂46。

入團者（共6人；粗體字者為在籍成員）
遠藤光莉、大園玲、大沼晶保、幸阪茉里乃、增本綺良、守屋麗奈

#### 櫻坂46新成員甄選會（2022年）
- 報名資格：至2022年7月4日止年滿12歲至20歲的女性。報名期限至2022年7月4日截止。
- 第一次審査：書面篩選
- 第二次審査：上鏡篩選（2022年7月26日—29日）
- 第三次審查：第一次面試（2022年8月14日，大阪府／2022年8月18日、19日，東京都）
- 第四次審查：第二次面試（2022年8月27日，東京都）
- 研修生（候補成員）最終審查：（2022年8月28日，東京都）
- 研修生（研修期間）：大約3個月，2022年9月—11月。獲選為研修生後，尚未正式成為合格之新成員。
- 最終合格者：2023年1月5日公布由45,014參與者中選出11名合格者成為三期生。1月6日開始至1月14日為止，每天於官方Youtube頻道公布1名新成員的相關資料，其餘2名成員因學業因素延後至3月後公布。

入團者（共11人；粗體字者為在籍成員）
| 姓名       | 公開日期 |
| ---------- | -------- |
| 的野美青   | 1月6日   |
| 小島凪紗   | 1月7日   |
| 中嶋優月   | 1月8日   |
| 小田倉麗奈 | 1月9日   |
| 向井純葉   | 1月10日  |
| 遠藤理子   | 1月11日  |
| 石森璃花   | 1月12日  |
| 谷口愛季   | 1月13日  |
| 村山美羽   | 1月14日  |
| 村井優     | 3月1日   |
| 山下瞳月   | 3月2日   |

#### 櫻坂46新成員甄選會（2024年）
- 報名資格：至2024年9月6日止年滿12歲至20歲的女性。報名期限由2024年8月5日至9月9日截止。
- 第一次審査：書面篩選
- 第二次審査：上鏡篩選（2024年10月5日－8日）
- 第三次審查：第一次面試（2024年10月26日、27日，東京／2024年11月2日，札幌、福岡／2024年11月3日，仙台、大阪／2024年11月4日，名古屋）
- 第四次審查：第二次面試（2024年12月21日，東京）
- 研修生（候補成員）最終審查：（2024年12月22日，東京）
- 最終合格者：2025年4月15日公布由眾多參選者中選出9名合格者成為四期生，4月16日開始每天於Youtube「櫻坂頻道」公布1名新成員的相關資料。

入團者（共9人；粗體字者為在籍成員）
| 姓名       | 公開日期 |
| ---------- | -------- |
| 松本和子   | 4月16日  |
| 稻熊日奈   | 4月17日  |
| 佐藤愛櫻   | 4月18日  |
| 中川智尋   | 4月19日  |
| 目黑陽色   | 4月20日  |
| 淺井戀乃未 | 4月21日  |
| 山田桃實   | 4月22日  |
| 勝又春     | 4月23日  |
| 山川宇衣   | 4月24日  |

### 衍生子團體
Yui-chans（ゆいちゃんず）
由今泉佑唯、小林由依兩個名字發音同樣為Yui（ゆい）的成員組成，是櫸坂46第一個企劃組合。
| 歌曲             | 收錄於       |
| ---------------- | ------------ |
| 澀谷川           | 沉默的多數   |
| 巴布狄倫不再歸來 | 世界上只有愛 |
| 調音             | 不協和音     |
| 只有一行的航空信 | 抹黑純真     |
| 發條之夢         | 打破玻璃！   |

青空和MARRY（青空とMARRY）
由志田愛佳、守屋茜、渡邊梨加、渡邊理佐、菅井友香五位成員組成，是繼Yui醬s之後櫸坂的第二個企劃組合。名稱中的青空是來自組合的第一首歌曲《不一樣的藍天》（青空が違う），MARRY則是來自五位成員的名字罗马字首字母：
- 志田愛佳→MANAKA
- 守屋茜→AKANE
- 渡邊梨加→RIKA
- 渡邊理佐→RISA
- 菅井友香→YUUKA

| 歌曲               | 收錄於       |
| ------------------ | ------------ |
| 不一樣的藍天       | 世界上只有愛 |
| 碎裂的手機         | 不協和音     |
| 這裏沒有的足跡     | 抹黑純真     |
| 想要在海邊奔跑嗎？ | 就算風吹     |

156
由小池美波、長澤菜菜香、原田葵、上村莉菜、尾關梨香、米谷奈奈未6位成員組成。156是取自成員平均身高。
| 歌曲         | 收錄於   |
| ------------ | -------- |
| 芭蕾舞與少年 | 抹黑純真 |

五人囃子
由石森虹花、織田奈那、齊藤冬優花、佐藤詩織、土生瑞穗五名成員組成。
| 歌曲             | 收錄於   |
| ---------------- | -------- |
| 變不回少女       | 抹黑純真 |
| 結果，只能說再見 | 就算風吹 |

FIVE CARDS
由渡邊梨加、渡邊理佐、土生瑞穗、長澤菜菜香、上村莉菜五名成員組成。
| 歌曲       | 收錄於   |
| ---------- | -------- |
| 我們的戰爭 | 兩人季節 |

線香姐妹（線香姉妹）
由小林由依及土生瑞穂兩位成員組成。
| 歌曲    | 收錄於   |
| ------- | -------- |
| 302號房 | 矛盾心理 |

坂道AKB
由AKB48集團及坂道系列的選拔成員所組成的特別組合。
| 年份 | 歌曲            | 中心成員             | 收錄於                            |
| ---- | --------------- | -------------------- | --------------------------------- |
| 2017 | 你最愛的 是誰？ | 平手友梨奈（櫸坂46） | AKB48第47張單曲《Shoot Sign》     |
| 2018 | 無國境時代      | 長濱禰留（櫸坂46）   | AKB48第51張單曲《Ja-Ba-Ja》       |
| 2019 | 初戀之門        | 山下美月（乃木坂46） | AKB48第55張單曲《回忆上心头DAYS》 |

IZ4648
2018年12月，由AKB48集團、乃木坂46、櫸坂46、IZ*ONE的選拔成員所組成的特別組合。其所演唱的歌曲《必然性》收錄於AKB48第55張單曲《回忆上心头DAYS》，各團選拔成員如下：
- 櫸坂46：菅井友香、渡邊理佐、長濱禰留、小林由依、土生瑞穗、小池美波
- 乃木坂46：白石麻衣、西野七瀨、齋藤飛鳥、堀未央奈、梅澤美波、山下美月
- AKB48集團：柏木由紀、指原莉乃、岡田奈奈、小栗有以、横山由依、須田亞香里
- IZ*ONE：宮脇咲良、矢吹奈子、本田仁美、權恩菲、曹柔理、張員瑛

## 作品

### 單曲
| 序号             | 发售日期               | 名称                    | Oricon           | Oricon           | Oricon           | Oricon           | Billboard JAPAN 銷量 | 唱片編號                                                       | 发售形态         | 备注                               |
| 序号             | 发售日期               | 名称                    | 最高 周榜 排名   | 上榜次數         | 首週銷量         | 累積銷量         | Billboard JAPAN 銷量 | 唱片編號                                                       | 发售形态         | 备注                               |
| Sony Records发行 | Sony Records发行       | Sony Records发行        | Sony Records发行 | Sony Records发行 | Sony Records发行 | Sony Records发行 | Sony Records发行     | Sony Records发行                                               | Sony Records发行 | Sony Records发行                   |
| 櫸坂46時期       | 櫸坂46時期             | 櫸坂46時期              | 櫸坂46時期       | 櫸坂46時期       | 櫸坂46時期       | 櫸坂46時期       | 櫸坂46時期           | 櫸坂46時期                                                     | 櫸坂46時期       | 櫸坂46時期                         |
| ---------------- | ---------------------- | ----------------------- | ---------------- | ---------------- | ---------------- | ---------------- | -------------------- | -------------------------------------------------------------- | ---------------- | ---------------------------------- |
| 1                | 2016年4月6日（日本）   | 沉默的多數 （）         | 1                | 163              | 261,580張        | 449,201張        | 434,196张            | SRCL-9035/6 SRCL-9037/8 SRCL-9039/40 SRCL-9041                 | CD+DVD CD+DVD CD | Type-A Type-B Type-C 通常盤        |
| 1                | 2016年4月15日（台灣）  | 沉默的多數 （）         | 不適用           | 不適用           | 不適用           | 不適用           | 不適用               | 88985324442                                                    | CD+DVD           | 台壓盤                             |
| 2                | 2016年8月10日（日本）  | 世界上只有愛 （）       | 1                | 121              | 323,066張        | 454,455張        | 484,102張            | SRCL-9147/8 SRCL-9149/50 SRCL-9151/52 SRCL-9153                | CD+DVD CD        | Type-A Type-B Type-C 通常盤        |
| 2                | 2016年8月12日（台灣）  | 世界上只有愛 （）       | 不適用           | 不適用           | 不適用           | 不適用           | 不適用               | 88985366702 88985366712 88985366722                            | CD+DVD           | 台壓盤                             |
| 3                | 2016年11月30日（日本） | 兩人季節 （）           | 1                | 101              | 442,322張        | 619,381張        | 685,018張            | SRCL-9267/8 SRCL-9269/70 SRCL-9271/2 SRCL-9273                 | CD+DVD CD        | Type-A Type-B Type-C 通常盤        |
| 3                | 2016年12月9日（台灣）  | 兩人季節 （）           | 不適用           | 不適用           | 不適用           | 不適用           | 不適用               | 88985404432 88985404442 88985404452                            | CD+DVD           | 台壓盤                             |
| 4                | 2017年4月5日（日本）   | 不協和音                | 1                | 164              | 632,667張        | 797,914張        | 825,762張            | SRCL-9394/5 SRCL-9396/7 SRCL-9398/9 SRCL-9400/1 SRCL-9402      | CD+DVD CD        | Type-A Type-B Type-C Type-D 通常盤 |
| 4                | 2017年4月14日（台灣）  | 不協和音                | 不適用           | 不適用           | 不適用           | 不適用           | 不適用               | 88985431312 88985431322 88985431332 88985431342                | CD+DVD           | 台壓盤                             |
| 5                | 2017年10月25日（日本） | 就算風吹 （）           | 1                | 133              | 642,936張        | 839,693張        | 912,807張            | SRCL-9581/2 SRCL-9583/4 SRCL-9585/6 SRCL-9587/8 SRCL-9589      | CD+DVD CD        | Type-A Type-B Type-C Type-D 通常盤 |
| 5                | 2017年11月3日（台灣）  | 就算風吹 （）           | 不適用           | 不適用           | 不適用           | 不適用           | 不適用               | 88985499332 88985499342 88985499352 88985499362                | CD+DVD           | 台壓盤                             |
| 6                | 2018年3月7日（日本）   | 打破玻璃！ （）         | 1                | 108              | 833,346張        | 1,028,762張      | 1,087,527張          | SRCL-9736/7 SRCL-9738/9 SRCL-9740/1 SRCL-9742/3 SRCL-9744      | CD+DVD CD        | Type-A Type-B Type-C Type-D 通常盤 |
| 6                | 2018年3月9日（台灣）   | 打破玻璃！ （）         | 不適用           | 不適用           | 不適用           | 不適用           | 不適用               | 19075839652 19075839662 19075839672 19075839682                | CD+DVD           | 台壓盤                             |
| 7                | 2018年8月15日（日本）  | 矛盾心理 （）           | 1                | 110              | 811,684張        | 1,004,524張      | 1,063,793張          | SRCL-9922/3 SRCL-9924/5 SRCL-9926/7 SRCL-9728/9 SRCL-9930      | CD+DVD CD        | Type-A Type-B Type-C Type-D 通常盤 |
| 7                | 2018年8月17日（台灣）  | 矛盾心理 （）           | 不適用           | 不適用           | 不適用           | 不適用           | 不適用               | 19075889662 19075889672 19075889682 19075889692                | CD+DVD           | 台壓盤                             |
| 8                | 2019年2月27日（日本）  | 黑羊 （）               | 1                | 96               | 750,382張        | 921,499張        | 914,494張            | SRCL-9983/4 SRCL-9985/6 SRCL-9987/8 SRCL-9989/90 SRCL-9991     | CD+Blu-ray CD    | Type-A Type-B Type-C Type-D 通常盤 |
| 8                | 2019年3月8日（台灣）   | 黑羊 （）               | 不適用           | 不適用           | 不適用           | 不適用           | 不適用               | 19075940262 19075940272 19075940282 19075940302                | CD+Blu-ray       | 台壓盤                             |
| 櫻坂46時期       |                        |                         |                  |                  |                  |                  |                      |                                                                |                  |                                    |
| 1                | 2020年12月9日          | Nobody's fault          | 1                | 51               | 408,926張        | 445,610張        | 506,581張            | SRCL-11620/1 SRCL-11622/3 SRCL-11624/5 SRCL-11626/7 SRCL-11628 | CD+Blu-ray CD    | Type-A Type-B Type-C Type-D 通常盤 |
| 1                | 2021年5月7日（台灣）   | Nobody's fault          | 不適用           | 不適用           | 不適用           | 不適用           | 不適用               | 19439892542                                                    | CD               | 台壓盤                             |
| 2                | 2021年4月14日          | BAN                     | 1                | 36               | 373,547張        | 429,916張        | 453,236張            | SRCL-11748/9 SRCL-11750/1 SRCL-11752/3 SRCL-11754/5 SRCL-11756 | CD+Blu-ray CD    | Type-A Type-B Type-C Type-D 通常盤 |
| 3                | 2021年10月13日         | 流彈 （）               | 1                | 10               | 375,970張        | 426,007張        | 469,783張            | SRCL-11920/1 SRCL-11922/3 SRCL-11924/5 SRCL-11926/7 SRCL-11928 | CD+Blu-ray CD    | Type-A Type-B Type-C Type-D 通常盤 |
| 4                | 2022年4月6日           | 五月雨啊 （）           | 1                | 1                | 393,215張        | 438,023張        | 496,396張            | SRCL-12130/1 SRCL-12132/3 SRCL-12134/5 SRCL-12136/7 SRCL-12138 | CD+Blu-ray CD    | Type-A Type-B Type-C Type-D 通常盤 |
| 5                | 2023年2月15日          | 櫻月 （）               | 1                | 1                | 348,921張        | 388,703張        | 433,731張            | SRCL-12420/1 SRCL-12422/3 SRCL-12424/5 SRCL-12426/7 SRCL-12428 | CD+Blu-ray CD    | Type-A Type-B Type-C Type-D 通常盤 |
| 6                | 2023年6月28日          | Start over!             | 1                | 1                | 439,419張        | 474,301張        | 561,375張            | SRCL-12590/1 SRCL-12592/3 SRCL-12594/5 SRCL-12596/7 SRCL-12598 | CD+Blu-ray CD    | Type-A Type-B Type-C Type-D 通常盤 |
| 7                | 2023年10月18日         | 承認欲求                | 1                | 1                | 449,754張        | 485,656張        | 620,030張            | SRCL-12670/1 SRCL-12672/3 SRCL-12674/5 SRCL-12676/7 SRCL-12678 | CD+Blu-ray CD    | Type-A Type-B Type-C Type-D 通常盤 |
| 8                | 2024年2月21日          | 想回到幾歲的時候？ （） | 1                | 1                | 433,810張        | 465,981張        | 565,009張            | SRCL-12790/1 SRCL-12792/3 SRCL-12794/5 SRCL-12796/7 SRCL-12798 | CD+Blu-ray CD    | Type-A Type-B Type-C Type-D 通常盤 |
| 9                | 2024年6月26日          | 自業自得                | 2                | 1                | 656,427張        | 683,192張        | 762,455張            | SRCL-12920/1 SRCL-12922/3 SRCL-12924/5 SRCL-12926/7 SRCL-12928 | CD+Blu-ray CD    | Type-A Type-B Type-C Type-D 通常盤 |
| 10               | 2024年10月23日         | I want tomorrow to come | 1                | 1                | 487,957張        | 509,434張        |                      | SRCL-13030/1 SRCL-13032/3 SRCL-13034/5 SRCL-13036/7 SRCL-13038 | CD+Blu-ray CD    | Type-A Type-B Type-C Type-D 通常盤 |
| 11               | 2025年2月19日          | UDAGAWA GENERATION      | 1                | 1                | 480,033張        |                  |                      | SRCL-13210/1 SRCL-13212/3 SRCL-13214/5 SRCL-13216/7 SRCL-13218 | CD+Blu-ray CD    | Type-A Type-B Type-C Type-D 通常盤 |
| 12               | 2025年6月25日          | Make or Break           | 1                | 1                | 474,781張        |                  |                      | SRCL-13360/1 SRCL-13362/3 SRCL-13364/5 SRCL-13366/7 SRCL-13368 | CD+Blu-ray CD    | Type-A Type-B Type-C Type-D 通常盤 |

### 數位發行歌曲
| 序号             | 發售日期         | 名稱                  | 收錄專輯                                   | 備註                                       |
| Sony Records发行 | Sony Records发行 | Sony Records发行      | Sony Records发行                           | Sony Records发行                           |
| 櫸坂46時期       | 櫸坂46時期       | 櫸坂46時期            | 櫸坂46時期                                 | 櫸坂46時期                                 |
| ---------------- | ---------------- | --------------------- | ------------------------------------------ | ------------------------------------------ |
| 1                | 2019年10月9日    | 轉彎 （）             | 比永遠更長的一瞬間〜那時確實存在過的我們〜 | 平手友梨奈獨唱曲 电影《響 -HIBIKI-》主题曲 |
| 2                | 2020年8月21日    | 谁来鸣响那钟声？ （） | 比永遠更長的一瞬間〜那時確實存在過的我們〜 |                                            |
| 櫻坂46時期       |                  |                       |                                            |                                            |
| 1                | 2022年11月8日    | 直到那一天 （）       | 不適用                                     | 菅井友香畢業曲                             |

### 專輯
| 序号             | 发售日                 | 名称                                            | Oricon           | Oricon           | Oricon           | Oricon           | Billboard JAPAN 銷量 | 发售形态                             | 唱片編號                             | 备注                                     |
| 序号             | 发售日                 | 名称                                            | 最高 周榜 排名   | 上榜次數         | 首週銷量         | 累積銷量         | Billboard JAPAN 銷量 | 发售形态                             | 唱片編號                             | 备注                                     |
| Sony Records发行 | Sony Records发行       | Sony Records发行                                | Sony Records发行 | Sony Records发行 | Sony Records发行 | Sony Records发行 | Sony Records发行     | Sony Records发行                     | Sony Records发行                     | Sony Records发行                         |
| 櫸坂46時期       | 櫸坂46時期             | 櫸坂46時期                                      | 櫸坂46時期       | 櫸坂46時期       | 櫸坂46時期       | 櫸坂46時期       | 櫸坂46時期           | 櫸坂46時期                           | 櫸坂46時期                           | 櫸坂46時期                               |
| ---------------- | ---------------------- | ----------------------------------------------- | ---------------- | ---------------- | ---------------- | ---------------- | -------------------- | ------------------------------------ | ------------------------------------ | ---------------------------------------- |
| 1                | 2017年7月19日（日本）  | 抹黑純真 （）                                   | 1                | 91               | 279,093張        | 420,192張        | 399,787張            | 2CD+DVD CD                           | SRCL-9482/4 SRCL-9485/7 SRCL-9488    | 初回限定盤Type A 初回限定盤Type B 通常盤 |
| 1                | 2017年7月28日（台灣）  | 抹黑純真 （）                                   | 不適用           | 不適用           | 不適用           | 不適用           | 不適用               | 2CD+DVD                              | 88985467622 88985467632              | 台壓盤                                   |
| 2                | 2020年10月7日（日本）  | 比永遠更長的一瞬間〜那時確實存在過的我們〜 （） | 1                | 29               | 145,547張        | 175,862張        | 137,817張            | 2CD+Blu-ray CD                       | SRCL-11510/2 SRCL-11513/5 SRCL-11516 | 初回限定盤Type A 初回限定盤Type B 通常盤 |
| 2                | 2020年11月13日（台灣） | 比永遠更長的一瞬間〜那時確實存在過的我們〜 （） | 不適用           | 不適用           | 不適用           | 不適用           | 不適用               | CD                                   | 19439830102                          | 台壓盤                                   |
| 櫻坂46時期       |                        |                                                 |                  |                  |                  |                  |                      |                                      |                                      |                                          |
| 1                | 2022年8月3日           | As you know?                                    | 1                | 1                | 120,832張        | 張               | 149,923張            | SRCL-12174/6 SRCL-12177/8 SRCL-12179 | 2CD+Blu-ray CD+Blu-ray CD            | 完全生產限定盤 附贈BD盤 通常盤           |
| 2                | 2025年4月30日          | Addiction                                       | 1                | 1                | 173,392張        |                  |                      | SRCL-13290/2 SRCL-13293/4 SRCL-13295 | 2CD+Blu-ray CD+Blu-ray CD            | 初回限定盤Type A 初回限定盤Type B 通常盤 |

### 商業合作

#### 櫸坂46
| 歌曲                  | 商業合作 |
| --------------------- | --- |
| 沉默的多數 （）       | STRIPE INTERNATIONAL《MECHAKARI》廣告曲                                                                                   |
| 牽手回家吧 （）       | 主題樂園豪斯登堡廣告曲 |
| 世界上只有愛 （）     | 東京電視台電視劇《誰殺了德山大五郎？》主題曲                                                                              |
| 獨特自我 （）         | 日本電視台電視劇《殘酷的觀眾們》片尾主題曲                                                                                |
| 就算風吹 （）         | STRIPE INTERNATIONAL「MECHAKARI」廣告曲                                                                                   |
| 避雷針                | 興和「三次元口罩」廣告曲                                                                                                  |
| 打破玻璃！ （）       | NTT Docomo「Docomo學生優惠」「快樂醬」廣告曲 Apple Japan「Apple Music－到4500萬首歌曲的世界」廣告曲                       |
| 黎明的孤獨 （）       | 自然美研究所「24h cosme」廣告曲                                                                                           |
| 矛盾心理 （）         | 羅森「快速抽獎活動」廣告曲 永谷園「永谷園×櫸坂46『茶漬飯見』」廣告曲                                                      |
| 黑羊 （）             | 日本AEON CARD「U-25 新生活」宣傳活動廣告曲                                                                                |
| Nobody                | 日本永谷園梅干茶漬廣告曲                                                                                                  |
| 轉彎 （）             | 電影《響 -HIBIKI-》主題曲 日本AEON CARD「AEON CARD（櫸坂46）誕生」宣傳活動廣告曲                                          |
| 砂塵                  | 養樂多「Tough-Man Refresh」廣告曲                                                                                         |
| 跳進十月的泳池 （）   | 羅森「快速抽獎活動」廣告曲 日本AEON CARD「你的個性和超越」宣傳活動廣告曲 STRIPE INTERNATIONAL「MECHAKARI」廣告曲          |
| 誰來鳴響那鐘聲？ （） | 日本AEON CARD宣傳活動廣告曲 櫸坂46×羅森活動廣告曲 電影「我們的謊言與真實 Documentary of 櫸坂46」主題曲 UNI'S ON AIR廣告曲 |

#### 櫻坂46
| 歌曲                        | 商業合作                                                                                  |
| --------------------------- | ----------------------------------------------------------------------------------------- |
| Nobody's fault              | 日本AEON CARD宣傳活動廣告曲                                                               |
| Buddies                     | Mercari廣告曲 日本AEON CARD宣傳活動廣告曲 UNI'S ON AIR 2周年紀念廣告曲                    |
| 為什麼我沒有墜入愛河？ （） | 日本AEON CARD宣傳活動廣告曲                                                               |
| BAN                         | 日本AEON CARD宣傳活動廣告曲 羅森「櫻坂46手機抽獎活動」廣告曲 GAMEVIL COM2US Japan廣告曲   |
| 你與我與待洗衣物 （）       | 日本AEON CARD宣傳活動廣告曲                                                               |
| Microscope                  | 日本AEON CARD宣傳活動廣告曲                                                               |
| 比我想像中更不寂寞 （）     | 日本AEON CARD宣傳活動廣告曲 羅森「櫻坂46・日向坂46活動」廣告曲                            |
| 流彈                        | 日本AEON CARD宣傳活動廣告曲 櫻坂46「櫻坂46 MESSAGE」廣告曲 櫻坂46「櫻坂46 FANCLUB」廣告曲 |
| 無言的宇宙 （）             | 日本AEON CARD宣傳活動廣告曲                                                               |
| 美麗Nervous （）            | 日本AEON CARD宣傳活動廣告曲                                                               |
| 五月雨啊 （）               | 日本AEON CARD宣傳活動廣告曲                                                               |
| 我的兩難 （僕のジレンマ）               | 日本AEON CARD宣傳活動廣告曲                                                               |

### 影像作品

#### 演唱會
| 張數             | 發售日期         | 標題                         | 編號             | 備注                                                   |
| Sony Records發行 | Sony Records發行 | Sony Records發行             | Sony Records發行 | Sony Records發行                                       |
| ---------------- | ---------------- | ---------------------------- | ---------------- | ------------------------------------------------------ |
| 1                | 2018年9月26日    | 櫸共和國2017 （）            | SRBL-1817/18     | 初回生產限定盤 DVD                                     |
| 1                | 2018年9月26日    | 櫸共和國2017 （）            | SRBL-1819        | 通常盤 DVD                                             |
| 1                | 2018年9月26日    | 櫸共和國2017 （）            | SRXL-181/182     | 初回生產限定盤 Blu-ray                                 |
| 1                | 2018年9月26日    | 櫸共和國2017 （）            | SRXL-183         | 通常盤 Blu-ray                                         |
| 2                | 2019年8月14日    | 櫸共和國2018 （）            | SRBL-1874/75     | 初回生產限定盤 DVD                                     |
| 2                | 2019年8月14日    | 櫸共和國2018 （）            | SRBL-1876        | 通常盤 DVD                                             |
| 2                | 2019年8月14日    | 櫸共和國2018 （）            | SRXL-220/221     | 初回生產限定盤 Blu-ray                                 |
| 2                | 2019年8月14日    | 櫸共和國2018 （）            | SRXL-222         | 通常盤 Blu-ray                                         |
| 3                | 2020年1月29日    | 櫸坂46 LIVE at 東京巨蛋 （） | SRBL-1896/97     | 初回生產限定盤 DVD                                     |
| 3                | 2020年1月29日    | 櫸坂46 LIVE at 東京巨蛋 （） | SRBL-1998        | 通常盤 DVD                                             |
| 3                | 2020年1月29日    | 櫸坂46 LIVE at 東京巨蛋 （） | SRXL-238/39      | 初回生產限定盤 Blu-ray                                 |
| 3                | 2020年1月29日    | 櫸坂46 LIVE at 東京巨蛋 （） | SRXL-240         | 通常盤 Blu-ray                                         |
| 4                | 2020年8月12日    | 櫸共和国2019                 | SRBL-1926/26     | 初回生產限定盤 DVD                                     |
| 4                | 2020年8月12日    | 櫸共和国2019                 | SRBL-1928        | 通常盤 DVD                                             |
| 4                | 2020年8月12日    | 櫸共和国2019                 | SRXL-270/271     | 初回生產限定盤 Blu-ray                                 |
| 4                | 2020年8月12日    | 櫸共和国2019                 | SRXL-272         | 通常盤 Blu-ray                                         |
| 5                | 2021年3月24日    | 櫸坂46 THE LAST LIVE         | SRBL-1985/86/87  | 完全生產限定盤 「THE LAST LIVE -DAY1 & DAY2-」DVD      |
| 5                | 2021年3月24日    | 櫸坂46 THE LAST LIVE         | SRBL-1988        | 「THE LAST LIVE -DAY1-」 DVD                           |
| 5                | 2021年3月24日    | 櫸坂46 THE LAST LIVE         | SRBL-1989        | 「THE LAST LIVE -DAY2-」 DVD                           |
| 5                | 2021年3月24日    | 櫸坂46 THE LAST LIVE         | SRXL-310/1/2     | 完全生產限定盤 「THE LAST LIVE -DAY1 & DAY2-」 Blu-ray |
| 5                | 2021年3月24日    | 櫸坂46 THE LAST LIVE         | SRXL-313         | 「THE LAST LIVE -DAY1-」 Blu-ray                       |
| 5                | 2021年3月24日    | 櫸坂46 THE LAST LIVE         | SRXL-314         | 「THE LAST LIVE -DAY2-」 Blu-ray                       |

#### 電視節目

##### KEYABINGO!
| 張數    | 發售日期       | 標題                              | 唱片編號   | 備注               |
| VAP發行 | VAP發行        | VAP發行                           | VAP發行    | VAP發行            |
| ------- | -------------- | --------------------------------- | ---------- | ------------------ |
| 1       | 2017年1月27日  | 全力！櫸坂46綜藝 KEYABINGO! （）  | VPBF-14570 | 初回版 DVD BOX     |
| 1       | 2017年1月27日  | 全力！櫸坂46綜藝 KEYABINGO! （）  | VPXF-71501 | 通常版 Blu-ray BOX |
| 2       | 2017年12月22日 | 全力！櫸坂46綜藝 KEYABINGO!2 （） | VPBF-14645 | 初回版 DVD-BOX     |
| 2       | 2017年12月22日 | 全力！櫸坂46綜藝 KEYABINGO!2 （） | VPXF-71552 | 通常版 Blu-ray BOX |
| 3       | 2018年6月29日  | 全力！櫸坂46綜藝 KEYABINGO!3 （） | VPBF-14695 | 初回版 DVD-BOX     |
| 3       | 2018年6月29日  | 全力！櫸坂46綜藝 KEYABINGO!3 （） | VPXF-71587 | 通常版 Blu-ray BOX |

#### 電視劇
| 張數             | 發售日期         | 標題                    | 唱片編號         | 備注                   |
| Sony Records發行 | Sony Records發行 | Sony Records發行        | Sony Records發行 | Sony Records發行       |
| ---------------- | ---------------- | ----------------------- | ---------------- | ---------------------- |
| 1                | 2017年6月7日     | 誰殺了德山大五郎？ （） | SSBX-2581/5      | DVD BOX                |
| 1                | 2017年6月7日     | 誰殺了德山大五郎？ （） | SSXS-51/5        | Blu-ray BOX            |
| VAP發行          |                  |                         |                  |                        |
| 2                | 2017年11月29日   | 殘酷的觀眾們 （）       | VPBX-14648       | 初回限定版 DVD BOX     |
| 2                | 2017年11月29日   | 殘酷的觀眾們 （）       | VPXX-71555       | 初回限定版 Blu-ray BOX |
| 2                | 2017年11月29日   | 殘酷的觀眾們 （）       | VPXX-71556       | 初回限定版 Blu-ray BOX |

#### 電影
| 張數                  | 發售日期              | 標題                                        | 編號                  | 備注                  |
| Sony Records/東宝發行 | Sony Records/東宝發行 | Sony Records/東宝發行                       | Sony Records/東宝發行 | Sony Records/東宝發行 |
| --------------------- | --------------------- | ------------------------------------------- | --------------------- | --------------------- |
| 1                     | 2021年2月3日          | 我們的謊言與真實 Documentary of 櫸坂46 （） | TBR-31098D            | Blu-ray Complete BOX  |
| 1                     | 2021年2月3日          | 我們的謊言與真實 Documentary of 櫸坂46 （） | TDV-31099D            | DVD Complete BOX      |
| 1                     | 2021年2月3日          | 我們的謊言與真實 Documentary of 櫸坂46 （） | TDV-31100D            | DVD Special Edition   |

## 獎項
| 年份 | 獎項 |
| ---- | --- |
| 2016 | - Yahoo！搜尋大賞2016 - 偶像部門獎 - 第5屆偶像音樂獎2016 - 主要偶像音樂部門獎《沉默的多數》 |
| 2017 | - 第31屆日本GOLD DISC大賞 - NEW ARTIST OF THE YEAR、BEST 5 NEW ARTIST - 第30屆日本眼鏡最佳梳妝台獎 - 特別獎 - MTV VMAJ 2017 - 特別部門 BEST BUZZ AWARD - 第50屆日本有線大賞 - 有線音樂優秀獎《就算風吹》 - Yahoo！搜尋大賞2017 - 偶像部門獎 - 第59屆日本唱片大獎 - 優秀作品獎《就算風吹》 |
| 2018 | - CD SHOP大獎 2018 - 入圍作品《抹黑純真》 - MTV VMAJ 2018 - 最優秀國內組合MV獎《矛盾心理》 - 第31屆 小學館 DIME流行大賞 - 最佳角色獎 - 第60屆日本唱片大獎 - 優秀作品獎《矛盾心理》 |
| 2019 | - MTV VMAJ 2019 - 最優秀國內組合MV獎《黑羊》 - 第61屆日本唱片大獎 - 優秀作品獎《黑羊》 |
| 2021 | - MTV VMAJ 2021 - 最優秀國內新人MV獎《流彈》 - 2021 MTV EMA - BEST JAPAN ACT - L'ORÉAL PARIS WOMAN of WORTH Award - 特別成就獎 |

## 媒體演出

### 綜藝節目
- 《櫸字，會寫嗎？》（欅って、書けない？；2015年10月5日－2020年10月12日，東京電視台）[23]
- 《轉角就是櫻坂？》（そこ曲がったら、櫻坂?；2020年10月19日－播出中，東京電視台）[210]
- 《AKB48 SHOW!》（2016年4月16日－2019年3月24日，NHK BS Premium）特别篇「乃木坂46 SHOW!」、「46 SHOW!」、「櫸坂46 SHOW!」、「平假名櫸坂46 SHOW!」
- 《KEYABINGO!》（2016年7月5日－9月27日，日本電視台）
  - 《KEYABINGO! 2》（2017年1月10日－3月28日，日本電視台）
  - 《KEYABINGO! 3》（2017年7月18日－9月26日，日本電視台）
- 《Sakura Meets（日语：サクラミーツ）》（；2023年4月7日－播出中，朝日電視台） - 演出成員：井上梨名、大沼晶保、武元唯衣、增本綺良[211]

### 资讯節目
- 《LOVE it!（日语：ラヴィット!）》（；2021年8月12日 - 播出中，TBS電視台） - 做為「LOVE it! Family」一員，每季（日语：シーズン (テレビ)）1位成員常規演出；另會有成員不定期演出
  - 2021年8月12日 - 9月30日，星期四演出：守屋麗奈[212]
  - 2021年10月6日 - 12月22日，星期三演出：守屋麗奈[213]
  - 2022年1月5日 - 3月30日，星期三演出：田村保乃[214]
  - 2022年7月6日 - 9月28日，星期三演出：大園玲（日语：大園玲）[215]
  - 2023年1月4日 - 3月29日，星期三演出：增本綺良[216]
  - 2023年4月5日 - 6月28日，星期三演出：井上梨名（日语：井上梨名）[217]
  - 2023年7月6日 - 9月28日，星期四演出：大沼晶保（日语：大沼晶保）[218]
  - 2023年10月9日 - 12月26日，星期一演出：中嶋優月[219]
  - 2024年1月8日 - 3月26日，星期一演出：石森璃花[220]
  - 2024年4月12日 - 6月26日，星期五演出：谷口愛季[221]
  - 2024年7月1日 - 9月30日，星期一演出：中嶋優月[222]
  - 2024年10月16日 - 12月底預定，星期三演出：遠藤理子[223]

### 特別節目
- 《櫸坂46直播！出道COUNTDOWN LIVE!!》（2016年3月17日，TBS電視台）
- 《櫸坂46 special -世界上只有愛-》（2016年8月27日，100% HITS! SPACE SHOWER TV Plus（日语：100%25ヒッツ!スペースシャワーTVプラス）） - 櫸坂46成立一周年紀念節目
- 《坂道TV～乃木與櫸與日向～（日语：坂道テレビ〜乃木と欅と日向〜）》（2019年3月23日，NHK綜合頻道）[224]

### 電視劇
- 《誰殺了德山大五郎？》（徳山大五郎を誰が殺したか？；2016年7月17日－10月2日，東京電視台） - 漢字櫸坂46主演[175]
- 《殘酷的觀眾們》（残酷な観客達；2017年5月18日－7月20日，日本電視台） - 漢字櫸坂46主演[225]
- 《Borderless》（ボーダレス；2021年3月7日－5月9日，Hikari TV（日语：ひかりTV）／Hikari TV for docomo／dTV channel（日语：dTV (NTTドコモ)）） - 演出成員：小林由依、渡邊理佐、森田輝

### 廣播節目
- 《櫸坂46的All Night Nippon》（2016年1月5日、8月11日、12月1日，日本放送）
- 《櫸坂46的All Night NipponR（日语：オールナイトニッポンR）》（2016年1月31日、2月28日、3月27日，日本放送）
- 《櫻坂46 這裡是有樂町星空放送局》（櫻坂46 こちら有楽町星空放送局；2016年4月2日－，日本放送）[226]
- 《黃昏樂園（日语：ゆうがたパラダイス）》（；2017年4月3日 - 2021年3月15日，NHK-FM頻率） - 星期一時段，與日向坂46輪流演出，每次演出人數為兩人
- 《櫻日向Lotti的成長空間廣播（日语：さくらひなたロッチの伸びしろラジオ）》（；2021年3月29日 - ，NHK廣播第1頻率） - 與日向坂46隔週交替演出，每次兩名成員演出；2023年度（日语：年度）起調整為一名常規演出、一名輪替演出
  - 2023年度常規演出：大沼晶保
  - 2024年度常規演出：遠藤理子
- 《櫻坂46的「櫻」（日语：櫻坂46の「さ」）》（；2023年10月3日 - ，文化放送）[227] - 大園玲常規演出，搭配2名成員輪替演出

### 店内播放
- FamilyRadio（2016年8月9日－11月28日，FamilyMart）

### 廣告
- MECHAKARI（2016年，STRIPE INTERNATIONAL（日语：ストライプインターナショナル））
- HKT48 VS 櫸坂46 鳴叫廣告大獎賽（2016年，樂天）
- 京都市營地鐵末班車延長（2016年，Hello KYOTO）
- 東急東橫線90周年紀念活動（2017年，東急電鐵）
- BAITORU（2017年，DIP Corporation（日语：ディップ (企業)））
- 三次元口罩（2017年，興和（日语：興和））
- Apple Music「Apple Music Anthem」（2017年，Apple Japan（日语：Apple Japan））
- DOCOMO學生折扣（2018年，NTT DOCOMO）
- DOCOMO Happy Chance（2018年，NTT DOCOMO）
- LINE Pay「十円乒乓」活動（2018年，LINE Pay）
- 羅森「快速抽獎活動」（2018年，羅森）
- 樂天CRUNKY「怪盗CRUNKY VS 名探偵NERU」（2018年，樂天）
- 永谷園×櫸坂46「茶漬飯見」（2018年，永谷園（日语：永谷園））
- AEON CARD×櫸坂46（2019年，AEON CARD（日语：イオンクレジットサービス））
- Tough-Man Refresh（2019年，養樂多）
- UNI'S ON AIR（日语：ユニゾンエアー）（2019年，Akatsuki（日语：アカツキ (ゲーム会社)））
- AEON CARD×櫸坂46（2020年，AEON CARD）
- AEON CARD×櫻坂46（2020年，AEON CARD）
- Mercari「My Restart Project」（2020年，Mercari）
- AEON CARD×櫻坂46（2021年，AEON CARD）
- SmartNews「櫻坂46 Channel」（2021年，スマートニュース（日语：SmartNews））
- 羅森「櫻坂46手機抽獎活動」（2021年，羅森）
- 羅森「櫻坂46・日向坂46活動」（2021年，羅森）
- Summoners War: Sky Arena（日语：サマナーズウォー: Sky Arena）「Summoners War×櫻坂46」（2021年，Com2uS（日语：Com2uS））

### 網絡播出
- （2015年12月15日－2018年2月11日，HUSTLE PRESS）
- （2016年4月4日－2016年4月24日，BEST TIMES）
- 《櫸宣言》（2016年4月11日－7月，HUSTLE PRESS）
- 《誰殺了德山大五郎？》（2016年7月10日－9月25日，Amazon Prime Video／與電視連動播出）
- 《Re:Mind》（2017年10月13日－，Netflix／與電視連動播出）

## 演出

### 現場演出

#### 單獨演出

##### 櫸坂46時期
- 《櫸坂46 直播!出道COUNTDOWN LIVE!》（2016年3月17日，東京國際論壇大樓）
- 《櫸坂46單獨演唱會》（2016年12月24日－12月25日，有明競技場）
- 《櫸坂46出道1周年紀念演唱會》（2017年4月6日，國立代代木競技場第一體育館）
- 《櫸共和國 2017》（2017年7月22日－7月23日，富士急高原樂園）
- 《櫸坂46 全國巡迴演唱會2017“抹黑純真”》（2017年8月2日－8月30日，神戶世界紀念館、福岡國際中心、名古屋市綜合體育館、仙台XEBIO競技場、朱鷺展覽館新潟會展中心、幕張展覽館）
- 《日本武道館公演》（2018年1月30日－2月1日，日本武道館）
- 《櫸坂46 2周年紀念演唱會》（2018年4月6日－4月8日，武藏野之森綜合體育廣場）
- 《櫸共和國 2018》（2018年7月20日－7月22日，富士急高原樂園）
- 《櫸坂46 夏之全國体育场巡迴演唱會2018》（2018年8月11日－9月5日，馬林麥瑟福岡、朱鷺展覽館新潟會展中心、橫濱體育館、神戶世界紀念館、幕張展覽館）
- 《櫸坂46 澀谷線流大廳開幕小型演唱會》（2018年9月2日，澀谷線流）
- 《櫸坂46 3周年紀念演唱會》（2019年4月4日－5月11日，大阪節慶音樂廳、日本武道館）
- 《櫸坂46 二期生「招待會」》（2019年4月20日－4月29日，大阪市中央體育館、武藏野之森綜合體育廣場）
- 《櫸共和國 2019》（2019年7月5日－7月7日，富士急高原樂園）
- 《櫸坂46 夏之全國体育场巡迴演唱會2019》（2019年8月16日－9月19日，仙台XEBIO競技場、橫濱體育館、大阪城音樂廳、福岡國際中心、東京巨蛋）
- 《KEYAKIZAKA46 Live Online, but with YOU!》（2020年7月16日）
- 《KEYAKIZAKA46 Live Online, AEON CARD with YOU!》（2020年9月27日）
- 《櫸坂46 THE LAST LIVE》（2020年10月12日－10月13日，國立代代木競技場第一體育館）

##### 櫻坂46時期
- 《櫻坂46 出道COUNTDOWN LIVE!》（2020年12月8日，東京國際論壇大樓）
- 《櫻坂46 BACKS LIVE!!》（2021年6月16日－6月18日，舞濱圓形劇場）
- 《W-KEYAKI FES. 2021》（2021年7月9日－7月11日，富士急高原樂園）
- 《櫻坂46 1st TOUR 2021》（2021年9月11日－10月31日，西日本綜合展示場（新館）、愛知縣國際展示場、大阪市中央體育館、埼玉超級競技場）
- 《櫻坂46 1st YEAR ANNIVERSARY LIVE》（2021年12月9日－12月10日，日本武道館）
- 《櫻坂46 3rd Single BACKS LIVE!!》（2022年1月8日－1月9日，東京花園劇場）

#### 參與演出

##### 櫸坂46時期
- 《日本放送LIVE EXPO TOKYO 2016 ALL LIVE NIPPON VOL.4》（2016年1月30日，國立代代木競技場第一體育館）
- 《ZIP！春FES 2016》（2016年3月29日，東京巨蛋城）
- 《「UTB NIGHT Vol.2」～創刊30周年記念SPECIAL featuring 欅坂46～》（2016年5月25日）
- 《豪斯登堡 MUSIC FES.2016》（2016年6月11日，豪斯登堡）
- 《TOKYO IDOL FESTIVAL 2016》（2016年8月6日－8月7日，台場）
- 《@JAM×natalie EXPO 2016》（2016年9月24日，幕張展覽館）
- 《GirlsAward 2016 AUTUMN/WINTER》（2016年10月8日，國立代代木競技場第一體育館）
- 《PERFECT HALLOWEEN 2016》（2016年10月22日，橫濱體育館）
- 《B.LEAGUE正式賽 橫濱海盜籃球隊對三河海馬 半場表演》（2016年12月10日，橫濱體育館）
- 《COUNTDOWN JAPAN 16/17》（2016年12月28日，幕張展覽館）
- 《鳴叫FES 博櫸場所〜GUM ROCK FES2〜》（2017年3月7日，兩國國技館）
- 《LAGUNA MUSIC FES. 2017》（2017年3月26日，拉格娜登堡）
- 《GirlsAward 2017 SPRING/SUMMER》（2017年5月3日，國立代代木競技場第一體育館）
- 《TOKYO IDOL FESTIVAL 2017》（2017年8月5日，台場）
- 《ROCK IN JAPAN FESTIVAL 2017》（2017年8月12日，國營常陸海濱公園）
- 《SUMMER SONIC 2017》（2017年8月19日－8月20日）
- 《GirlsAward 2017 AUTUMN/WINTER》（2017年9月16日，幕張展覽館）
- 《MTV VMAJ 2017》（2017年9月27日）
- 《TGC KITAKYUSHU 2017》（2017年10月21日，西日本綜合展示場新館）
- 《TGC 2018 SPRING/SUMMER》（2018年3月31日，橫濱體育館）
- 《VIVA LA ROCK EXTRA「VIVA LA POP！」》（2018年5月6日，埼玉超級競技場）
- 《GirlsAward 2018 SPRING/SUMMER》（2018年5月19日，幕張展覽館國際展示場）
- 《JUMP MUSIC FESTA》（2018年7月8日，橫濱體育館）
- 《ROCK IN JAPAN FESTIVAL 2018》（2018年8月4日，國營常陸海濱公園）
- 《INAZUMA ROCK FES 2018》（2018年9月22日，滋賀県草津市烏丸半島芝生廣場）
- 《COUNTDOWN JAPAN 18/19》（2018年12月28日，幕張展覽館）
- 《ROCK IN JAPAN FESTIVAL 2019》（2019年8月4日，國營常陸海濱公園）
- 《GirlsAward 2019 AUTUMN/WINTER》（2019年9月28日，幕張展覽館）
- 《LAGUNA MUSIC FES. 2019》（2019年10月19日，拉格娜登堡）
- 《COUNTDOWN JAPAN 19/20》（2019年12月28日，幕張展覽館）

##### 櫻坂46時期
- 《TGC 2021 SPRING/SUMMER》（2021年2月28日）
- 《MTV LIVE MATCH》（2021年10月6日）
- 《MTV VMAJ 2021 -THE LIVE-》（2021年11月25日）
- 《COUNTDOWN JAPAN 21/22》（2021年12月28日，幕張展覽館）

### 活動

#### 櫸坂46時期
- 《GirlsAward 2016 SPRING/SUMMER》（2016年4月9日，國立代代木競技場第一體育館）－土生瑞穗
- 《STRIPE Yukata Festival 2016》（2016年7月16日，惠比壽花園廣場）
- 《SHIBUYA109暑假學生優惠大會》（2016年8月11日－8月16日，109百貨）－形象模特
- 《東京遊戲展 一遊入魂 惡靈古堡7 Resident Evil》（2016年9月17日，幕張展覽館）－小池美波、齋藤冬優花、菅井友香、守屋茜
- 《GirlsAward 2016 AUTUMN/WINTER》（2016年10月8日，國立代代木競技場第一體育館）－小林由依、土生瑞穗、平手友梨奈、渡邊理佐
- 《TGC 2017 SPRING/SUMMER》（2017年3月25日，國立代代木競技場第一體育館）－渡邊理佐
- 《GirlsAward 2017 SPRING/SUMMER》（2017年5月3日、國立代代木競技場第一體育館）－小林由依、土生瑞穗、平手友梨奈、渡邊梨加、渡邊理佐
- 《TGC 2017 AUTUMN/WINTER》（2017年9月2日，埼玉超級競技場）－渡邊梨加、渡邊理佐
- 《GirlsAward 2017 AUTUMN/WINTER》（2017年9月16日、幕張展覽館）－小林由依、志田愛佳、土生瑞穗、守屋茜、渡邊梨加、渡邊理佐
- 《TGC KITAKYUSHU 2017》（2017年10月21日，西日本綜合展示場新館）－渡邊梨加、渡邊理佐
- 《TGC HIROSHIMA 2017》（2017年12月9日，廣島縣立綜合體育館）－渡邊梨加、渡邊理佐
- 《GirlsAward 2018 SPRING/SUMMER》（2018年5月19日、幕張展覽館）－今泉佑唯、小林由依、土生瑞穗、渡邊梨加、渡邊理佐
- 《TGC 2018 SPRING/SUMMER》（2018年3月31日，橫濱體育館）－今泉佑唯、小林由依、志田愛佳、土生瑞穗、守屋茜、渡邊梨加、渡邊理佐
- 《GirlsAward 2018 AUTUMN/WINTER》（2018年9月16日、幕張展覽館）－小林由依、土生瑞穗、平手友梨奈、渡邊梨加、渡邊理佐
- 《TGC KITAKYUSHU 2018》（2018年10月6日，西日本綜合展示場新館）－小林由依、土生瑞穗、渡邊梨加、渡邊理佐
- 《TGC SHIZUOKA 2019》（2019年1月12日，靜岡產業支援中心）－小林由依、土生瑞穗、渡邊梨加、渡邊理佐
- 《TGC 2019 SPRING/SUMMER》（2019年3月30日，橫濱體育館）－小林由依、土生瑞穗、渡邊梨加、渡邊理佐
- 《TGC KUMAMOTO 2019》（2019年4月20日，熊本產業展示場）－小林由依、土生瑞穗、渡邊梨加、渡邊理佐
- 《GirlsAward 2019 SPRING/SUMMER》（2019年5月18日、幕張展覽館）－小林由依、土生瑞穗、渡邊梨加、渡邊理佐
- 《TGC TOYAMA 2019》（2019年7月27日，富山市綜合體育館）－小林由依、土生瑞穗
- 《TGC 2019 AUTUMN/WINTER》（2019年9月7日，埼玉超級競技場）－小林由依、土生瑞穗、平手友梨奈、渡邊梨加、渡邊理佐
- 《GirlsAward 2019 AUTUMN/WINTER》（2019年9月28日、幕張展覽館）－小林由依、土生瑞穗、渡邊梨加、渡邊理佐
- 《TGC SHIZUOKA 2020》（2020年1月11日，靜岡產業支援中心）－小林由依、土生瑞穗
- 《TGC 2020 SPRING/SUMMER》（2020年2月29日，國立代代木競技場第一體育館）－小林由依、土生瑞穗、藤吉夏鈴、森田輝、山崎天、渡邊梨加、渡邊理佐
- 《Tokyo Virtual Runway Live by GirlsAward vol.1》（2020年6月27日）－小林由依、土生瑞穗
- 《TGC 2020 AUTUMN/WINTER》（2020年9月5日，埼玉超級競技場）－小林由依、土生瑞穗、渡邊梨加、渡邊理佐

#### 櫻坂46時期
- 《TGC 2021 SPRING/SUMMER》（2021年2月28日，國立代代木競技場第一體育館）－小林由依、土生瑞穗、藤吉夏鈴、森田輝、山崎天、渡邊梨加、渡邊理佐
- 《TGC 2021 AUTUMN/WINTER》（2021年9月4日，埼玉超級競技場）－小林由依、土生瑞穗、山崎天、渡邊梨加、渡邊理佐
- 《TGC 2022 SPRING/SUMMER》（2022年3月21日，國立代代木競技場第一體育館）－小林由依、土生瑞穗、山崎天、渡邊理佐

## 書籍

### 寫真集
- 櫸坂46第一本寫真集「21人的未完成」（欅坂46ファースト写真集『21人の未完成』；2018年11月21日，集英社）[228]

### 雜誌連載
- BRODY（日语：BRODY）（2016年8月23日 - ，白夜書房（日语：白夜書房）） - 平手友梨奈、長濱禰留「道之進」（道のすゝめ）[229]
- 週刊The Television（日语：週刊ザテレビジョン）（2016年9月28日 - 10月12日，KADOKAWA） - 櫸坂46特別企劃（欅坂46スペシャル企画）[230]
- 週刊Young Magazine（2017年1月7日 - 12月25日，講談社） - 櫸坂獨自一人（欅坂一人ひとり）[231]
- an・an（日语：an・an）（2017年9月20日 - 2019年4月10日，Magazine House） - 衛藤美彩、守屋茜「美容的坂道攀登隊」（美容の坂道のぼり隊）[232]

## 外部連結
| 官方帳號 櫻坂46相關 - 官方网站 - 櫻坂46 日本索尼音樂官方網站 （页面存档备份，存于） - 櫻坂46官方部落格 （页面存档备份，存于）（2020年10月14日－） - 櫻坂46的X（前Twitter）（2015年12月19日－） - YouTube上的櫻坂46 OFFICIAL YouTube CHANNEL頻道（2016年2月5日－） - 櫻坂46×SHOWROOM成員個人配信企劃專頁 （页面存档备份，存于） | 櫸坂46相關 - 官方网站 - 櫸坂46 日本索尼音樂官方網站 （页面存档备份，存于） - 櫸坂46官方部落格 （页面存档备份，存于）（2015年11月13日－） - 櫸坂46×SHOWROOM成員個人配信企劃專頁 Archive.today的存檔，存档日期2019-03-01 |